# Riba (Islam)
Riba (en árabe : ربا, الربا, الربوة Riba o al-Riba, IPA: [rɪbæː]) puede traducirse como aproximadamente «usura», o sea ganancias abusivas realizadas en el comercio o negocio bajo ley islámica. Riba está mencionada y condenada en varios versículos diferentes en el Corán (3:130, 4:161, 30:39 y quizás más comúnmente en 2:275-2:280). También se menciona en muchos un hadiz —informes que describen las palabras, acciones o hábitos del profeta islámico Mohamed—.
Si bien los musulmanes están de acuerdo en que la usura está prohibida, no todos están de acuerdo en qué es exactamente,  o si su uso debe ser castigado por humanos en lugar de por Alá. A menudo se utiliza como un término islámico para los intereses cargados sobre préstamos, y la creencia en que se basa -que existe un consenso entre los musulmanes de que todo interés crediticio / bancario es riba- forma el fundamento de una industria bancaria islámica de $ 2 billones. Sin embargo, no todos los eruditos igualan la riba con todas las formas de interés, o acordaron si su uso es un pecado mayor y contrario a la ley islámica, o simplemente desaconsejable.
Además de las ganancias injustas obtenidas por el reembolso de un préstamo cuando se cobra algún tipo de interés, cuyo nombre completo es riba an-nasiya, la mayoría de los juristas islámicos creen que hay otro tipo de riba, es decir, riba al-fadl, que es el intercambio simultáneo de cantidades o calidades desiguales de un producto dado.

## Etimología y definiciones
La palabra riba fue utilizada por los árabes antes del Islam para referirse a un «aumento». En la jurisprudencia islámica clásica, la definición de riba era «plusvalía sin contrapartida».
La dificultad de explicar qué es exactamente lo que significa la usura en el islam ha sido notada por juristas islámicos como Ibn Majah e Ibn Kazir, quien cita el segundo Califa Rashidun Úmar ibn al-Jattab,

«Hay tres cosas, que si el Mensajero de Dios las hubiera explicado claramente, hubiera sido lo más querido para mí que el mundo y lo que contiene: (estas son) kalalah, riba y khilafah».

Farooq dice que no está de acuerdo con Muhammad Taqi Usmani - «uno de los principales expertos religiosos modernos en finanzas islámicas»  que argumenta que las escrituras concernientes a la Riba no pueden ser ambiguas (o mutashabihat) porque Dios no condenaría una práctica sino la dejaría «correcta» de naturaleza «desconocida para los musulmanes».
Definiciones
Las definiciones de riba incluyen:
- Incremento injustificado en préstamos o préstamo de dinero, pagado en especie o en dinero por encima del monto del préstamo, como una condición impuesta por el prestamista o voluntariamente por el prestatario. Riba definido de esta manera se llama en fiqh riba al-duyun (usura de la deuda). (Abdel-Rahman Yousri Ahmad).[23]
- Un aumento en un artículo en particular. La palabra se deriva de una raíz que significa aumento o crecimiento. (Saalih al-Munajjid.[24]
- No igualdad en un intercambio. Además del aumento en el pago de un préstamo, pueden ser resultados diferentes del intercambio de cantidades no equivalentes (riba al-fadl) o de la presencia de un riesgo en el que la otra parte contractual no comparte. (Olivier Roy)[25]
- Todas las formas de interés, «cualquier exceso en la suma principal del préstamo», es decir, cualquier interés, independientemente de cuánto se preste, si el prestatario es rico o pobre, utilizando el préstamo para inversión o consumo productivo. —Algunas traducciones de los versículos del Corán sustituyen la palabra "interés" por riba o "usura"—.[26] (La visión «ortodoxa»,[27] o «conservadora»[28] de juristas clásicos y revivalistas, como Abul Ala Maududi,[29] -según lo descrito por Encyclopedia of Islam and the Muslim World y otras fuentes–.[30][27]

Al menos unas pocas fuentes (John Esposito, Cyril Glasse, Ludwig W. Adamec) enfatizan una dicotomía en lo que la riba significa o prohíbe: académicos clásicos que interpretan su significado de manera amplia y estricta, y otros que usan una definición más estrecha, más fácil de evadir en la práctica, o al menos en la práctica moderna:
- interés, históricamente, los eruditos legales islámicos han interpretado el Corán como «prohibición de cualquier contrato de préstamo que especifique un retorno fijo al prestamista» con el argumento de que proporciona «ganancias no devengadas al prestamista» e impone «una obligación injusta para el prestatario». En la era moderna, los islamistas y los revivalistas «predican que todo interés es socialmente injusto y debería prohibirse»; (John Esposito)[31]
- La definición anterior se ha observado en pocos países de mayoría musulmana, que en cambio definen la riba como interés excesivo,[n. 3][32] interés compuesto (John Esposito),[n. 4][31] o excluyen de la categoría de Riba intereses similares a los cargos con eufemismos tales como «comisión» (Cyril Glasse),[32] y / o cargos usando subterfugios legales —conocidos como ḥiyal— donde (por ejemplo), un prestamista de dinero compra algo y luego lo revende por una cantidad mayor (Ludwig Adamec).[33]

Un ortodoxo / renovador Muhammad Taqi Usmani da definiciones para riba al-Quran
- un contrato de préstamo o deuda por un monto adicional sobre el principal.[34]

... y para las tres variedades de riba-al-sunnah:
- «Un intercambio de dinero «de la misma denominación cuando la cantidad» intercambiada no es igual, ya sea en una transacción al contado o con pago diferido».[34]
- «Un intercambio de trueque entre dos mercancías susceptibles de ser medibles del mismo tipo, donde la cantidad intercambiada no es igual o la entrega de un lado se difiere». (riba al-fadl)[34]
- «Un intercambio de trueque entre dos productos pesados o medibles diferentes donde se difiere la entrega por una de las partes».[34][35]

Los reformistas islámicos han propuesto alternativas a la definición estricta de eruditos y revivalistas clásicos que enfatizan el aspecto moral de cualquier prohibición, creyendo que lo que debería prohibirse es la explotación de los necesitados, más que el interés sobre los mismos préstamos:
- Interés en algunos préstamos - préstamos «explotadores» - pero no en otros. Los posibles significados de la riba de explotación incluyen:[n. 5]
- Intereses sobre préstamos para consumo y no inversión,[37][38] ya que presuntamente no se practicaban préstamos de inversión en la sociedad mecana y generalmente les dan a los prestatarios un rendimiento que pueden usar para pagar el interés cobrado,[39] —esta idea fue propuesta en la década de 1930 El erudito sirio Marouf al-Daoualibi—;[40]
- interés sobre los préstamos que cobran intereses compuestos en lugar de simples,[37] —una interpretación propuesta en la década de 1940 por el jurista egipcio al-Sanhuri—;[40]
- cobrar tasas de interés «exorbitantes»;[37][30]
- interés en préstamos a los pobres y necesitados;[37]
- interés sobre los préstamos otorgados por los económicamente fuertes / ricos a los económicamente pobres y / o vulnerables,[41] —en oposición a los intereses pagados por los grandes bancos a los titulares de cuentas individuales—;
- interés en préstamos motivados por un deseo de devolver el capital sin riesgo junto con algún interés o rendimiento adicional, y donde no haya preocupación si los fondos se invierten para mejorar la capacidad de ganancia del prestamista (Muhammad Akram Khan).[42]

Variedades
Según algunos en un hadiz, del islámico profeta Mahoma dijo que son o bien 70, 72,  o 73 variedades, —dependiendo de la ahadith— de Riba. —Los hadices no especifican cuáles son esas variedades—. La mayoría de los juristas islámicos (alfaquí), describen varios tipos diferentes de Riba:
- Riba an-jahiliya: usura practicada en la Arabia preislámica a la que se hace referencia en el Corán  3: 130. Los eruditos difieren en su definición. Según Raqiub Zaman y M.O.Farooq, una deuda de Riba an-jahiliya se «duplicaba y redoblaba» cada año si el prestatario no podía pagar lo que se le debía.[46][47] Otra definición similar, descrita por Taqi Usmani, es que Riba an-jahiliya era una especie de préstamo en el que al prestatario no se le cobraba ninguna cantidad adicional por encima del capital a menos que no pudiera pagar cuando venciera el préstamo, en cuyo caso se les cobraba una cantidad adicional, pero no necesariamente el doble o el triple de la principal.[n. 6][48] Usmani cree que estas dos definiciones son incorrectas y que, en realidad, en este momento estaban en boga una serie de transacciones en las que «se cobraba una cantidad mayor por el monto principal de una deuda» y pueden considerarse Riba an-jahiliya.[49] Otros estudiosos ortodoxos están de acuerdo y declaran riba an-jahiliya, riba an-nasiya, riba al-duyun, riba al-Quran, riba al-qardh,[50][51] son todos nombres para uno de los dos tipos de riba. El segundo tipo es riba al-fadl.[52]
- Riba an-nasiya: el exceso acumulado de una transacción de préstamo.[53] Es Riba en una transacción de crédito, cuando se intercambian dos cantidades de artículos, pero una o ambas partes retrasan la entrega o el pago y pagan intereses —es decir, compensación monetaria excedente en forma de porcentaje o porcentaje predeterminado—[11] —Taqi Usmani cita a Fakhruddin Al-Raazi diciendo «riba an-nasiah, fue una transacción bien conocida y reconocida en los días de Jahiliyya»—.[54]
- Riba al-fadl, también riba al-sunna:[55] exceso devengado en una transacción de venta o permuta,[53] es decir, riba que implica el intercambio simultáneo —no implica pago diferido / demorado— de cantidades desiguales o calidades de un producto dado.[11] Riba al-fadl y su prohibición, según Usmani, fue desarrollada por Muhammad, de ahí el nombre riba al-sunna', y por lo tanto no era parte de la jahiliya preislámica.[54]

Otra fuente más —la preparación del Examen Básico Takaful del Instituto Islámico de Banca y Finanzas Malasia y Aznan Hasan— describe dos tipos de Riba, cada uno con dos subconjuntos. Su definición de Riba Nasi`ah parece diferente de otros:
| Tipos de riba | Descripción | Subtítulo de riba | Descripción                                                                                    |
| ------------- | --- | ----------------- | ---------------------------------------------------------------------------------------------- |
| Riba Duyun    | Incremento injustificado en el dinero prestado ya sea en especie o en efectivo por encima del monto principal.                                                | Riba Qard         | El aumento (interés) en la suma principal del préstamo se acuerda en el contrato               |
| Riba Duyun    | Incremento injustificado en el dinero prestado ya sea en especie o en efectivo por encima del monto principal.                                                | Riba Jahiliyyah   | Aumento cobrado al prestatario por el pago atrasado o la falta de pago del préstamo financiero |
| Riba Buyu`    | Ocurre en transacciones de comercio e intercambio, en las que se produce un intercambio desigual de determinados productos (oro, plata, etc.) del mismo tipo. | Riba Fadl         | Debido a una cantidad / cantidad desigual                                                      |
| Riba Buyu`    | Ocurre en transacciones de comercio e intercambio, en las que se produce un intercambio desigual de determinados productos (oro, plata, etc.) del mismo tipo. | Riba Nasi`ah      | Debido a la extensión del tiempo de entrega.                                                   |

## Historia
Riba an-jahiliya
John Esposito describe el riba como una práctica preislámica en Arabia «que duplicaba una deuda si el prestatario incumplía y la redoblaba si el prestatario incumplía nuevamente». Fue responsable de esclavizar a algunos prestatarios árabes indigentes.
Abdullah Saeed cita al hijo de Zayd b. Aslam (d.136 / 754) sobre lo que el Corán 3: 129-130, explica como riba  «duplicada y redoblada»:

«Riba en el período preislámico consistió en duplicar y redoblar [dinero o mercancías], y en la edad [del ganado]. Al vencimiento, el acreedor le diría al deudor: '¿Me pagará o aumentará [la deuda]'? Si el deudor tenía algo, él pagaría. De lo contrario, aumentaría la edad del ganado [a pagar] ... Si la deuda fuera dinero o una mercancía, la deuda se duplicaría para pagarse en un año, e incluso entonces, si el deudor no podía pagar, se duplicaría nuevamente; cien en un año se convertirían en doscientos. Si no se pagaba, la deuda aumentaría a cuatrocientos. Cada año, la deuda se duplicaría».

El académico islámico ortodoxo y defensor de la banca islámica Taqi Usmani no está de acuerdo. Al describir «riba en los días de Jahiliyya», no menciona que las deudas se dupliquen, pero afirma que la riba «tenía diferentes formas» y que «la característica común de todas estas transacciones es que se cobraba una cantidad mayor sobre el monto principal de una deuda».
Riba
Según fuentes ortodoxas (Youssouf Fofanaa, Taqi Usmani), «algunos juristas» vieron la riba —que Fofanaa define como interés— «prohibida a comienzos de La Meca, algunos en el año 2 —después de que Mahoma abandonara La Meca por Medina—, y algunos después de la Conquista de La Meca, pero la mayoría estuvo de acuerdo en su prohibición». Usmani cita fuentes que declaran que el 3: 129 «claramente» prohibió el interés y estos versículos fueron revelados en año 2.
Otras fuentes, como la Encyclopedia of Islam and the Muslim World, afirman que los primeros musulmanes no estaban de acuerdo sobre si todos o únicamente los exorbitantes tipos de interés podían considerarse Riba y, por lo tanto, declarados prohibidos, pero la definición más amplia ganó con un consenso de juristas musulmanes sosteniendo que cualquier préstamo que implicara un aumento en los reembolsos estaba prohibido. A un jurista particular —al-Jassas, d.981, se le atribuye el establecimiento de la definición ortodoxa de la Riba, que estipula que fue un pago en exceso «en un préstamo o deuda», es decir, intereses sobre la deuda. M. A. Khan argumenta que los intentos de prohibir el interés resultaron en el desarrollo de mercados negros y precios más altos para el «crédito que devenga intereses", que «derrotó el mismo propósito para el cual se prohibió el interés»; o en varios «subterfugios para camuflar el interés para eludir las sanciones legales».
Algunos como el erudito Timur Kuran, atribuyen la base de la condena religiosa de intereses sobre los préstamos a la práctica generalizada en el mundo antiguo de vender préstamos morosos a la esclavitud y enviarlos a tierras extranjeras. Feisal Khan argumenta que «todas las sociedades premodernas, y no solamente musulmanas» prohibieron el interés sobre los préstamos, utilizando una prohibición como «un mecanismo simple y efectivo de mitigación de riesgos para pequeños prestatarios que no pueden permitirse el riesgo de pérdidas inherentes a las transacciones financieras»... Entre otras religiones abrahámicas monoteístas, los teólogos cristianos condenaron el interés como un «instrumento de avaricia»,  la Torá judía prohibió el préstamo a interés de otros judíos, pero lo permitió a no judíos —es decir, gentiles— (Deuteronomio 23:20). Históricamente muchos judíos fueron inducidos a préstamos de dinero con interés como profesión debido a esta exención y porque estaban excluidos de muchas profesiones en territorios cristianos. Con la modernidad y el desarrollo económico, mayores ingresos y mecanismos más complejos tales como el seguro, se eliminó la necesidad de la prohibición. Más que retrocesos religiosos, explica la falta de interés en la prohibición entre los homólogos cristianos y judíos contemporáneos de los ulemas islámicos (según Feisal Khan).
Según otras dos fuentes —International Business Publications, y Egyptian Grand Mufti Ali Gomaa— La Riba está restringida a intercambios que involucran monedas de oro y plata, y por lo tanto no se aplica a los préstamos de papel moneda. cuando «las monedas de metales básicos se introdujeron por primera vez en el mundo islámico», los juristas islámicos no prohibieron las cargas de intereses sobre ellas como Riba.
Históricamente, aunque los estados islámicos siguieron la jurisprudencia clásica al prohibir un aumento en los reembolsos de préstamos, en teoría intereses, en la práctica el dar y recibir intereses continuó en la sociedad musulmana «a veces mediante el uso de artimañas legales, a menudo más o menos abiertamente».  Además, en el siglo XVI, un sultán otomano «limitó la tasa de interés anual al 11,5% en todo el imperio» sobre estos préstamos. Esta orden «fue debidamente ratificada por una opinión legal (fetua)».  Otra fuente (Feisal Khan) cita varias referencias que indican que el imperio otomano prohíbe como Riba únicamente las tasas de interés por encima de un cierto nivel —alrededor del 10-20%—.
Según Minna Rozen, el negocio del préstamo de dinero estaba completamente en manos de sarrafs judíos en el imperio otomano. Los europeos que visitaron el Imperio declararon que la economía otomana no funcionaría sin estos sarrafs, aunque a veces se los acusaba de hacer trampa. En Persia, los préstamos monetarios también estaban dominados por sarrafs judíos. En el siglo XIX, Shiraz, por ejemplo, casi todos los judíos eran activos en prestar dinero a cambio de intereses.
Taqi Usmani sostiene que, aparte de Dar al-Islam, la Riba —interés sobre los préstamos— permitió a la familia Rothschild «adquirir el dominio financiero sobre toda Europa y a los Rockefeller en toda América».
Reformismo islámico
La prohibición ortodoxa del interés fue reconsiderada por los reformistas islámicos a partir de finales del siglo XIX en reacción al aumento del poder y la influencia de los europeos durante las épocas de la Ilustración, Era de los descubrimientos y colonialismo. Según el autor Gilles Kepel, durante muchos años en el siglo XX, el hecho de que las tasas de interés y los seguros estuvieran entre las «condiciones previas para la inversión productiva» en una economía moderna que funcionaba, llevó a muchos juristas islámicos a esforzarse por «encontrar formas" de justificar el uso de interés "sin parecer arreglar las reglas establecidas» en el Corán.
Renacimiento
Sin embargo, a finales del siglo XX (mediados de los 70), los revivalistas  / activistas / islamistas han trabajado para revivir y rejuvenecer la definición del interés como Riba, para obligar a los musulmanes a prestar y pedir prestado en «Bancos islámicos» que evitaran tasas fijas, y movilizarse para presionar a los gobiernos a prohibir el cobro de intereses. En 1976, la Universidad Rey Abdulaziz en Jeddah organizó la Primera Conferencia Internacional sobre Economía Islámica en La Meca. En la conferencia, «varios centenares de intelectuales musulmanes, académicos y economistas de la Shari'ah declararon inequívocamente ... que todas las formas de interés [eran] Riba». Para 2009, más de 300 bancos y 250 fondos de inversión en todo el mundo cumplieron con esta definición de Riba e ignoraron los intereses sobre préstamos o depósitos, y en 2014, alrededor de $ 2 billones en activos cumplían con la sharia.

## Riba en la escritura
Tanto el Corán como el Hadiz de Mahoma mencionan la riba. Los estudiosos ortodoxos como Mohammad Najatuallah Siddiqui y Taqi Usmani creen que los versículos coránicos (2: 275-280) definen riba como cualquier pago «por encima del principal» de un préstamo. Otros están en desacuerdo con esta definición —como los economistas no ortodoxos Mohammad Omar Farooq y Muhammad Ahram Khan, y el erudito Fazlur Rahman Malik—, y / o enfatizan la importancia de los hadices Farhad Nomani, Fazlur Rahman Maliky Abdulkader, con Farooq afirmando que «está ampliamente aceptado que el Corán no define la riba».

### Corán y prohibición
Doce versículos en el Corán tratan de la riba —aunque no todos mencionan la palabra—. La palabra —generalmente traducida como usura— aparece ocho veces en total: tres veces en el 2: 275, y una vez cada una en los versículos 2: 276, 2: 278, 3: 130, 4: 161 y 30:39.
El verso de Mekkan en Sura Ar-Rum fue el primero en ser revelar sobre el tema:
Y lo que das en usura (riba ), que puede aumentar sobre la riqueza de las personas, no aumenta con Dios; (Corán 30:39).
Otros versos de Medina son:
... por tomar usura (riba), que estaban prohibidos, ... (Surah An-Nisaa Corán 4: 161)
Oh creyentes, no devores usura (riba), duplica y redobla, y teme a Dios; para que prosperes.(Surah Al-i-'Imran Corán 3: 129-130) 
Culminando con los versos del Sūrat al-Baqarah: 
Aquellos que devoran usura (riba) no se levantarán otra vez, excepto cuando resucite, a quien Satanás se postra; eso es porque dicen: 'Tráfico (comercio) es como la usura (riba)'. Dios ha permitido el tráfico y la usura prohibida (riba). Quien recibe una amonestación de su Señor y la cede, tendrá sus ganancias pasadas, y su relación está comprometida con Dios; pero quienquiera que revierta, esos son los habitantes del Fuego, que habitan para siempre.
Dios borra la usura, pero las ofrendas voluntarias aumenta con interés. Dios no ama a ningún ingrato culpable.
Aquellos que creen y hacen obras de justicia, y hacen la oración, y pagan la limosna - su salario les espera con su Señor, y no habrá temor en ellos, ni se lamentarán.
Oh creyentes, temed a Dios; y renunciar a la usura (riba) que es sobresaliente, si sois creyentes.
Pero si no lo haces, ten en cuenta que Dios peleará contigo y con Su Enviado, sin embargo, si te arrepientes, tendrás tu principal, sin escribir y sin compromiso.

Y si algún hombre tiene dificultades, que tenga un respiro hasta que las cosas sean más fáciles; pero usted debe dar ofrendas voluntarias que es mejor para usted, ¿lo sabía? (Corán 2: 275-280)
Interpretaciones
Según Youssouf Fofana y Taqi Usmani, los juristas no consideran que los versículos 30:39 y 4:161, prohíban claramente a los musulmanes la usura, mientras que los últimos dos (3: 129-130 y 2: 275-280) sí lo hacen.  Otro erudito ortodoxo, M.N. Siddiqi, también cree que el 2: 275-80 «establece» que la riba es «lo que está por encima del principal» y que «es injusto».  Según Fofana, históricamente (la mayoría de los juristas estuvieron de acuerdo con la prohibición de la riba de estos versículos y la denominaron riba al-nasia, distinguiéndola de riba al-fadl —el intercambio de bienes similares en diferentes cantidades al mismo tiempo, mencionado en varias narraciones—.
- El versículo 30:39 aporta «indicaciones insuficientes» para prohibir la usura, según Fofana, porque las fuentes no están de acuerdo con lo que se refiere. Muhammad ibn Jarir al-Tabari cita a varios Tabi'un —musulmanes que nacieron después de la muerte de Mahoma pero que tenían la edad suficiente para ser contemporáneos de los Compañeros de Sahaba—, y afirman que (Corán 30:39) se refiere a un regalo, mientras que al-Jawzi cita a Hasan al-Basri diciendo que se refiere a la riba.[94]
- El versículo 4: 161 se refiere a los judíos y su toma de la riba, pero no está claro si la prohibición se aplica a los musulmanes (según Usmani y Fofana).[93][95]
- Sin embargo en el 3: 129-130, es visto por muchos -incluyendo Taqi Usmani[96] y Ibn Hajar al-Asqalani (un medieval Shafi'i sunita erudito del Islam)[93] - de que prohíbe Riba. Aunque Fofana piensa que «el verso mismo podría interpretarse como una preferencia contra el interés», por lo que interpretar el versículo como una prohibición de la riba puede requerir el apoyo de algunos hadices «relacionados con Amr ibn Aqyash».[93]
- Mohammad Nejatullah Siddiqi, interpreta los versículos coránicos —2: 275-2: 280, conocidos como ayat al-riba—[97] en el sentido de que la riba no está «categóricamente prohibida» ni es «injusta», sino que se define como cualquier pago «por encima del principal» de un préstamo.[83] Youssouf Fofana y Taqi Usmani y otras fuentes ortodoxas están de acuerdo.[98][n. 13][99]

Preguntas y respuestas
Por otro lado, algunos creen que los «versos de la riba» (2: 275-280) son ayat al-mujmalat (versículos «ambiguos»). Estos incluyen al segundo califa Úmar ibn al-Jattab, —según el jurista Al-Shafi'i Fakhr al-Din al-Razi—, y una serie de juristas clásicos, incluido Ibn Rushd.  Otros juristas islámicos clásicos consideraban que el término riba era «especulativo en general», en lugar de «específico», absoluto o no calificado. Restringieron la aplicación de la riba a «la aclaración por la Tradición hadiz ...»". Según Farhad Nomani, al estudiar los «comentarios académicos», se observa que el sentido técnico, e incluso hasta cierto punto el habitual de la riba como práctica en la era preislámica, es motivo de controversia entre los juristas clásicos. y los intérpretes del Corán. Otros juristas clásicos —«como al-Baji y al-Tawwafi, por nombrar sólo dos»—, creían que la riba era `amma, un «término genera» que significa «es definitivo o libre de contenido especulativo», según Farhad Nomani.
Úmar ibn al-Jattab, también declaró que Mahoma murió antes de poder explicar completamente el verso de la riba (entre 2: 275-280), ya que es el último versículo revelado del Corán según un hadiz reportado por Ibn Majah. —Sin embargo, según Taqi Usmani, este hadiz no es tan auténtico como el de otro en el que uno de los narradores en el cambio de transmisión era más confiable, uno no mencionando la riba—.
Raqiub Zaman argumenta contra la traducción ortodoxa de riba como cualquier:

«exceso o adición - es decir, una suma por encima de la suma principal que se presta». Si los juristas musulmanes se refieren al interés como usura sobre la base del significado literal de riba, entonces, naturalmente, uno se pregunta por qué Dios Todopoderoso usó los términos «doblar» y «cuádruple» —la suma prestada— como usura en el 3: 130 ... y por qué no hubo más aclaraciones de este versículo en el Corán o por el Profeta.

Taqi Usmani argumenta que las palabras «duplicado» y «triplicado» en el versículo no son «restrictivas» de la prohibición de la usura, y como algunas otras palabras en el Corán no deben tomarse literalmente sino que se usan «para enfatizar o explicar».
El trasfondo de estos versículos fue la disputa entre dos clanes, Banu Thaqif y Banu Amr ibn al-Mughirah. El versículo está dirigido a los Banu Thaqif que insistieron en que podían recolectar riba de los Banu Amr ibn al-Mughirah por un préstamo que les habían hecho, a pesar de haber firmado un tratado de paz que renunciaba a los reclamos de la usura. Según Fofana, históricamente, la mayoría, de los juristas estuvieron de acuerdo con la prohibición de la riba de estos versículos. En desacuerdo con la ortodoxia está el autor / economista Muhammad Akram Khan quien escribe que desde el versículo —"Oh creyentes, teman a Dios y renuncien a la usura (riba) que es sobresaliente, si son creyentes"— se dirige a el Banu Thaqif es, de acuerdo con Khan, una «referencia específica» que aborda una «situación histórica» y «no instituye una ley que pueda hacer que los tratos en la riba sean un delito estatal».

### Corán venta con crédito y pago aplazado
Si bien los estudiosos ortodoxos creen que el Corán declara el interés —o cualquier aumento en la devolución de un préstamo— al estar prohibida la usura, los estudiosos ortodoxos, incluyendo Taqi Usmani y Monzer Kahf, creen que específicamente permite dar crédito en una venta y aumentar el precio para este pago diferido en algunas circunstancias —por ejemplo, cargar RS21000 por 90 días de crédito por un electrodoméstico que costaría eso mismo en efectivo en el momento—. Según Taqi Usmani, en el Corán 2: 275,

"... ellos dicen: 'Tráfico (comercio) es como usura', [pero] Dios ha permitido el tráfico y la usura prohibida ..."

 la referencia a permitir el «comercio» o «tráfico» se refiere a ventas de crédito como murabaha, la «usura prohibida» se refiere a los cargos por demora —cobrar extra cuando el reembolso es tardío—, y el «ellos» se refiere a los no musulmanes que no lo hicieron, no se entiende por qué si uno estaba permitido, los dos no. Usmani escribe:

la objeción de los infieles ... era que cuando aumentan el precio en la etapa inicial de la venta, no se ha mantenido como prohibido, pero cuando el comprador no paga en la fecha de vencimiento, y reclaman una cantidad adicional por darle más tiempo, se denomina riba y haram. El Sagrado Corán respondió a esta objeción diciendo: «Alá ha permitido la venta y la prohibición de la usura».

Usmani interpreta que el versículo significa que es un «error» creer que «cada vez que se aumenta el precio, teniendo en cuenta el tiempo de pago, la transacción entra dentro de la definición de interés» y, por lo tanto, de riba. El cobro extra por pago diferido en una venta a crédito como murâbaḥah no es una ofensa, pero los cargos por demora lo son.
En cuanto a los hadices, M.O. Farooq afirma que «es bien sabido y respaldado por muchos hadices que el Profeta había entrado en transacciones de compra de crédito (nasi'ah) y también que pagó más que la cantidad original».<
Aunque Usmani imaginó que el murâbaḥah era una parte limitada de la industria de la banca islámica, que ha llegado a dominarlo, a menudo como un hiyal (engaño legalista), para prestar efectivo. También hay un acuerdo general en las finanzas islámicas de que encontrar una solución a las cuentas moribundas de murâbaḥah sigue siendo un desafío.En cuanto a los hadices, M.O. Farooq afirma que «es bien sabido y respaldado por muchos hadices que el Profeta había entrado en transacciones de compra de crédito (nasi'ah) y también que pagó más que la cantidad original».

### Hadiz y prohibición
Estudiosos como Farhad Nomani, Abdulkader Thomas, y M.O. Farooq argumentan que los eruditos clásicos creían que el hadiz —el conjunto de las enseñanzas, obras y dichos del profeta islámico Mahoma que a menudo explican los versículos del Corán— era necesario. para definir riba. Farooq afirma que «se argumenta comúnmente» que la riba está «definida por los hadices». Por lo tanto, según su argumento, es la prueba textual de la posición de que todas las formas de interés son riba y, por lo tanto, está prohibida por la ley islámica que se basa en el hadiz.
Algunos hadices ofrecidos por Usmani que prohíben cualquier aumento en el monto «cobrado sobre el principal de una deuda» incluyen:
- «Todo préstamo que deriva un beneficio es una especie de riba»".[125]
- "«Si uno de ustedes ha adelantado un préstamo y el deudor le ofrece al acreedor un bol (de comida), no debe aceptarlo, o si el deudor le ofrece un transporte de su animal (ganado) el deudor no debe tomar el viaje...»[126]

Según Farhad Nomani, entre las escuelas de fiqh, "... el clásico Hanafí, algunos famosos Shafi'i clásicos por ejemplo al-Razi, y Malikí, por ejemplo Ibn Rushd, los juristas eran de la opinión de que la riba en el Corán era un término ambiguo (mujmal), cuyo significado no era claro per se, y, por lo tanto, la ambigüedad tenía que ser aclarada por la «tradición» —otro nombre para hadiz—.
Diferentes fuentes informan de diferentes tipos y números de Riba-relacionado con los hadices. Según Farhad Nomani, existen «tres tipos principales» de un hadiz, que se refieren a la riba.
1. Los «dichos más aceptados o confiables», que se encuentran en la mayoría de las compilaciones de hadices, establecen que existe una prohibición cuando «seis artículos del mismo tipo se intercambian de manera desigual o no se entregan inmediatamente».[104]
2. Otro conjunto cita a Ibn 'Abbas, e informa que «no hay riba salvo en el aplazamiento ... en la entrega y / o el pago».[104]
3. Un tercer grupo cita el «sermón de Mahoma con motivo de la última peregrinación»,[104] donde se explica que dijo:

«Dios te ha prohibido tomar riba, por lo tanto, toda obligación de riba será en adelante renunciada. Tu capital, sin embargo, es tuyo para guardar. No infligirás ni sufrirás injusticia. Dios ha juzgado que no habrá riba y que toda la riba debido a 'Abbas ibn' Abd al Muttalib se renunciará en adelante».
De manera similar, M.A. Khan declara que «hay tres conjuntos de Tradiciones relacionadas con la riba», incluidos el Riba al-fadl y en el último sermón del peregrinaje. Otra fuente, Abdulkader Thomas, afirma que «hay seis hadices auténticos que nos permiten definir riba».  y en "la usura en hadiz", Shariq Nisar de Global Finance islámica, enumera siete generales hadices y otros seis en Riba al-Nasi'ah.
Varios narradores, incluido Jabir, Abdul Rahman ibn Abdullah ibn Masoud, dicen que:
Mahoma maldijo al que acepta la usura y a su pagador, y quien lo registrara, y los dos testigos, diciendo: Todos son iguales.
Preguntas
Por otro lado, la caligrafía y la falta de claridad de lo que constituye la riba han sido señaladas por el califa Úmar ibn al-Jattab, quien la incluyó entre los tres conceptos que «hubiera sido lo más querido para mí conocer en el mundo», y que hubiera dicho Mahoma  «claramente, y el erudito islámico del siglo XX, Fazlur Rahman Malik, quien resume su análisis de los hadices en la riba diciendo: «En resumen, ningún intento de definir la riba a la luz del hadiz ha tenido tanto éxito».
Según Farhad Nomani, se sabe que Ibn 'Abas, un compañero de Mahoma, «era de la opinión de que la única ofrenda prohibida era la riba preislámica». Nomani declara que los juristas clásicos todos estaban de acuerdo en que el significado de la riba no era «libre de contenido especulativo», porque había una diferencia entre:
- el «significado lingüístico y consuetudinario» de la riba en el período preislámico, por un lado, y
- Por otro lado, la «especificación por la Tradición (el hadiz) y la ambigüedad de las opiniones de los compañeros cercanos del Profeta sobre el problema» del significado de la riba.[97]

De acuerdo con Abdullah Saeed, citando a Rashid Rida:

ninguno de los hadices auténticos atribuidos al Profeta en relación con la usura parece mencionar los términos 'préstamo' (qard) o 'deuda' (dayn). Esta ausencia de cualquier referencia a préstamos o deudas en el hadiz relacionado con la riba llevó a una minoría de juristas a sostener que lo que en realidad está prohibido como riba son ciertas formas de ventas, a las que se hace referencia en la literatura hadiz.

Según otro erudito, el mufti de Egipto, Muhammad Sayyid Tantawy, no hay nada en el Corán ni en el Hadiz que prohíba la fijación previa de la tasa de retorno, siempre que ocurra con el consentimiento mutuo de las partes.
Argumentos sobre el apoyo de las Escrituras a la prohibición
Argumentando que el Corán y los hadices no proporcionan pruebas claras de que el interés en los préstamos es una usura, Farooq señala que varios juristas antiguos tenían posiciones que están en desacuerdo con la combinación general de la riba con el interés. Algunos notan la redacción de aleya(3:130).
El imán Ahmad ibn Hanbal (780-855 EC), creía que únicamente Riba an-jahiliya —donde la cantidad debida «se duplicaba y redoblaba» cada año si no se pagaba— era ilegal «sin duda desde el punto de vista islámico». De acuerdo con Nabil A. Saleh, varios compañeros de Mahoma (Usama ibn Zayd, Abdullah ibn Masud, Urwah ibn Zubayr, Zayd ibn Arqam), incluido Ibn Abbas, uno de los principales compañeros del Profeta y el más antiguo de los juristas islámicos, también «consideraron que la única ofrenda ilegal es la riba al-jahiliyyah».
Los juristas clásicos y la mayoría de los musulmanes creen que la riba es un «término general» con una definición amplia de todo interés, mientras que Fazlur Rahman definió la riba como «un incremento exorbitante por el cual la suma de capital se duplica varias veces, contra una extensión fija del plazo de pago de la deuda».
Farooq también cuestiona la ortodoxia tradicionalista y activista, insistiendo en que los hadices comúnmente citados como definitorios de la riba como interés, no son inequívocos, como deben ser cuando se usan como base para leyes con impacto en «la vida, el honor y la propiedad» de las personas, como prohibición de todo interés.
Farooq da ejemplos citando un par de hadices que afirman que no hay riba «en transacciones mano a mano», o «excepto en nasi'ah [esperando», que parece contradecir la posición ortodoxa de que también existe la riba en riba al-fadl, es decir, en el intercambio «mano a mano» de cantidades desiguales de la misma mercancía. Farooq señala un hadiz donde dos sahabah (compañeros de Muhammad) discuten, uno - Ubadah b. Al-Samit - declarando que Muhammad prohibió riba al-fadl, mientras que otro sahabah - Mu'awiyah- lo contradice, diciendo que nunca escuchó a Muhammad prohibir ese comercio, «aunque lo vimos (el Profeta) y vivimos en su compañía».
El hadiz «excepto en nasi'ah» también parece contradecir los muchos hadices que describen que Muhammad compró a crédito y pagó más (después de «esperar») que la cantidad original. A veces se hizo la distinción de que no es obligatorio realizar pagos voluntarios adicionales que no están estipulados en el acuerdo de venta, como Muhammad le dio a Jabir bin 'Abdullah cuando devolvió un préstamo, o cuando pagó el préstamo de un camello dando dos de vuelta,  u otra vez dando un camello de mejor calidad que el original.  Sin embargo, estos ahadith se contradicen con el hadiz afirmando que «cada préstamo que atrae un beneficio / ventaja es una obligación», así como por un hadiz que prohíbe específicamente aceptar un regalo al extender un préstamo. Y todos estos ahadith se dirigen y advierten al prestamista pero no dicen nada sobre el prestatario, parecen estar en desacuerdo con los muchos hadices que incluyen comentarios como «El que recibe y que da» el pago adicional «es igualmente culpable».
Importancia de la prohibición
Respondiendo a los no ortodoxos, Taqi Usmani sostiene que las escrituras concernientes a la riba no pueden ser ambiguas (o mutashabihat) porque Dios no puede «hacer la guerra contra una práctica, cuya naturaleza correcta» y es desconocida por los musulmanes. Únicamente aquellos versículos para los cuales «ningún tema práctico depende de su conocimiento» pueden ser ambiguos (según Usmani).
Los ortodoxos señalan una serie de hadices que indican la gravedad del pecado de cometer riba. Según los informes, Abu Huraira ha narrado:{{cita:El Profeta dijo: «Evita los siete grandes pecados destructivos». La gente pregunta: «¡Oh Apóstol de Dios! ¿Cuales son?» Él dijo: «Asociar a otros en adoración junto con Dios, practicar brujería, matar la vida que Dios ha prohibido excepto por una causa justa» (según la ley islámica), devorar a Riba (usura), devorar la riqueza de un huérfano, dejar al enemigo que huya del campo de batalla en el momento de la pelea, y acusar a las mujeres castas que nunca piensan en tocar la castidad y son buenas creyentes.|Sahih Muslim: p.272}}
Según el Sunan ibn Majah de Ibn Majah, el profeta islámico Muhammad declaró que la práctica de la riba es peor que «un hombre que comete zina (fornicación) con su propia madre».

## Sharia / fiqh y riba
Acuerdos entre los musulmanes sobre la interpretación de riba. Algunos creen que la usura es una violación de la sharia (ley islámica) prohibida por el estado y los infractores castigados. Otros creen que simplemente es un pecado para dejar a Dios el juzgar y castigarlo. Los juristas ortodoxos tienden a ser menos estrictos en su prohibición de los musulmanes en tierras no musulmanas, y el rigor tiende a variar en todo el mundo musulmán, siendo Sudán el más severo y Malasia el menos.
Al menos un erudito (Abdulkader Thomas) ha declarado que no únicamente el interés es una violación de la sharia, sino que es una amenaza tal que el no «combatirla» indica incredulidad en el islam, —potencialmente punible con la muerte—. Según Thomas, «Riba es parte de un problema más amplio de creencia y comportamiento. Negarse a combatir la usura es similar a la incredulidad. Admitir el argumento de que el dinero tiene un valor intrínseco es potencialmente un mayor acto de incredulidad».
El autor / economista Muhammad Akran Khan ha notado que los eruditos ortodoxos contemporáneos han argumentado que el interés es una violación de la ley de la sharia principalmente sobre la base de dos fuentes:
- el Sermón de Despedida —donde el Profeta abolió todos las reclamaciones de la usura de los préstamos—,[4]]

Dios ha decretado que no habrá usura, y la usura de 'Abbās b.'Abd al-Muṭṭalib está abolida, toda.
- y el hecho de que el clan Banu Thaqif fue amenazado con la guerra por Muhammad por la abrogación de su tratado con los primeros musulmanes si trataban de cobrar intereses sobre los préstamos de los musulmanes. (Banu Thaqif son los que están advertidos contra «estar en guerra con Dios y Su mensajero» en el Corán 2: 275-280.

Sin embargo, M.A. Khan argumenta, «el Profeta podría fácilmente haber anunciado las amplias características de tal ley [contra Riba]. El hecho es que ni el Profeta ni el Corán han anunciado ninguna ley relacionada con el interés», como lo habían hecho, en el caso de robo, adulterio o asesinato .... Ni el Profeta, ni los cuatro primeros califas, ni ningún gobierno islámico subsiguiente promulgaron alguna ley contra la usura. Los intentos de hacerlo son «bastante recientes».
Los «libros auténticos de la jurisprudencia islámica (fiqh) producidos a lo largo de la historia islámica» tenían «secciones que tratan sobre la riba», discutiendo «su naturaleza y lo que hace que una transacción sea legal o ilegal», según M.A Khan, hasta «ley para la aplicación a través de la maquinaria del estado». El tesoro de la jurisprudencia islámica que ha cubierto todas las facetas de la vida, incluidas las imaginarias, pero no menciona ningún castigo para quien se entrega a la usura. En 1999, un trabajo lo hizo. El anteproyecto del sistema financiero islámico, incluida la estrategia para la eliminación de Riba por el Instituto Internacional de Economía Islámica, pidió que las transacciones basadas en la usura fueran castigadas por la ley.
Otro erudito (no musulmán) (Olivier Roy) señala en el libro del fetua Tawzih al-masa'il del ayatolá Ruhollah Jomeini, escrito antes de 1962, como un ejemplo de una actitud más tradicionalista hacia la riba, o al menos el cobro de intereses sobre los préstamos. En lugar de pedir la prohibición del interés, Jomeini afirma que prestar sin cobrar intereses «es una de las mejores obras» (Mustahabb) «especialmente recomendadas en los versos del Corán y en los hadices».

### Prueba escritural y fiqh
Según Farhad Nomani, mientras que los juristas clásicos tenían «un consenso de opinión sobre la prohibición de la riba», no estaban de acuerdo con la «interpretación de las fuentes islámicas primarias y, en consecuencia, sobre los detalles de la decisión sobre la riba». Creyeron que los «objetos de la riba se producen en venta, y, únicamente por analogía, se relacionó la riba con el préstamo ...»
Las Madhab (escuelas de fiqh), difieren un tanto en su interpretación de la riba. Los Shafi'i sostienen que los mandamientos judiciales para la usura se aplican a la moneda de oro y plata, pero no a los fils —moneda de metales no preciosos—. «Por lo tanto, cien fils [monedas hechas de plata o de oro] no se pueden intercambiar por doscientos ya sea en el acto o en una entrega diferida». Por extensión, esto se aplicaría al dinero fíat [es decir, el papel moneda contemporáneo, según Abdullah Saeed. [179]
El autor Imad-ad-Dean Ahmad, argumenta que «costilla como se usa en el Corán y la sunna» no es lo mismo que interés, sino la incapacidad de respaldar la moneda con metales preciosos. Esto no se debe a que la riba únicamente puede involucrar préstamos usando moneda de oro y plata, es porque en lugar de intereses, la usura es en realidad la «práctica común de emitir papel moneda sin respaldo». Para terminar con este pecado, los estados musulmanes deben regresar al patrón oro.
Crítico de la formulación, M.O.Farooq, hace una serie de críticas de la lógica empleada usando ahadith para establecer la conexión.
- Cuando se trata de «la vida, el honor y la propiedad de las personas», se debe tener especial cuidado en formular «leyes, códigos o dogmas» —como prohibir los intereses sobre los préstamos— en términos del respaldo en las Escrituras. Por ejemplo, incluso un hadiz de alta calidad proporciona «probabidad» y no «cierto conocimiento» de lo que Mahoma enseñó. —Unos cuantos hadices proporcionan «cierto» conocimiento, y ninguno de ellos aborda la riba—.[166][167][45]
- En la definición de riba, la «razón subyacente» de por qué está prohibido debe tenerse en cuenta primero, pero de hecho esta razón -la justicia- ha recibido poca atención en la erudición ortodoxa.[168] Taqi Usmani descarta la «justicia» como un elemento de la sharia sobre la base de que  «Zulm (injusticia) es un término relativo y bastante ambiguo cuya definición exacta es muy difícil de determinar. Cada persona puede tener su propia opinión sobre qué es o lo que no es Zulm».[169] Dos escritores ortodoxos (Abu Umar Faruq Ahmad y M. Kabir Hassan), admiten que la idea de que la razón de ser de la prohibición de la riba como se formuló en al-Corán fue una injusticia y la dificultad encuentra algo de apoyo en el Corán verso 2: 279 y en las obras de algunos estudiosos como Imam Razi,[170] e Ibn Qayyim Al-Jawziyya,[171] para quienes «parece que lo que está prohibido es la explotación de los necesitados, más que el interés en sí mismo».[36][n. 21][172]

Farooq cita a otro crítico, Abdullah Saeed, que se queja de que las escuelas de jurisprudencia islámica han ignorado «racionalidad / sabiduría» (hikmah) y han llegado a una «causa» legal para determinar qué era la riba «que no tenía nada que ver con las circunstancias de la transacción, las partes involucradas o la importancia de la mercancía para la supervivencia de la sociedad». Uno de los resultados de este pensamiento legalista es que el hiyal podría ser y ha sido utilizado «desde la época medieval hasta el presente» para crear préstamos basados en «transacciones ficticias» que cobran «tasas de interés exorbitantes» aprobadas por juristas ortodoxos sin riba.
Mahmud El-Gamal hace un argumento similar a favor de los objetivos en lugar de los medios. A favor de hacer análisis del interés público,  en lugar de qiyas, —es decir, usando la analogía para aplicar mandatos a nuevas circunstancias— «el árbitro final en el área de transacciones financieras», Gamal cita al jurista Azhari del siglo XX y teórico legal Abdul-Wahhab Khallaf:

El análisis de beneficios y otras pruebas legales pueden conducir a resoluciones similares o diferentes. [...] En este sentido, maximizar el beneficio neto es el objetivo de la ley para la cual se establecieron las resoluciones. Otras pruebas legales son medios para alcanzar ese fin legal [de maximizar los beneficios netos], y los objetivos siempre deben tener prioridad sobre los medios.

El-Gamal cita al erudito Al-Shatibi de la Madhab Maliki, del siglo XIV, afirmando que los fines legales de la ley islámica «son los beneficios previstos por la ley. Por lo tanto, quien mantiene la forma legal mientras despilfarra su sustancia no sigue la ley».
A El-Gamal también le resulta curioso que los juristas clásicos consideren «adhesión a la convención o práctica consuetudinaria una importante consideración legal», —por ejemplo, el jurista Hanafi Al-Sarakhsi escribe: «establecimiento [de derechos, etc.] por práctica consuetudinaria es similar al establecimiento por textos canónicos». Pero cuando se trata de la banca, los eruditos ortodoxos contemporáneos no consideran que las «prácticas consuetudinarias» constituyan una «consideración legal».
Futuro
Mohammad Omar Farooq sostiene la doctrina prevaleciente de interés equals-Riba, finalmente, puede seguir a otros como «ortodoxo desde hace mucho tiempo», pero las prácticas ya no son aceptadas, la pena de muerte por apostasía en el islam, o que «el triple Talaq» —es decir, por un divorcio del esposo de su esposa declamando "talaq" en voz alta tres veces—.

## Cuestiones de interés comoRiba an-nasiya

### Lados opuestos
La mayoría de los musulmanes y la mayoría de los «observadores no musulmanes del mundo islámico» creen que los intereses sobre los préstamos, también sobre bonos, depósitos bancarios, etc., están prohibidos por el islam. Estos préstamos -o bancos que los hacen- a veces se denominan ribawi, es decir, que llevan riba. Esta posición ortodoxa, está fortalecida por una «voluminosa y abrumadora»" literatura académica. Entre los organismos islámicos que han declarado que todos los intereses son riba se incluyen la Primera Conferencia Internacional sobre Economía Islámica (1976), la Academia Fiqh de la Organización para la Cooperación Islámica (1986), el Consejo de Investigación de la Universidad al-Azhar (1965), el Tribunal Federal de Sharia de Pakistán en una sentencia de 1991. 
Los académicos y autores que han declarado que existe un consenso religioso (Ijma) sobre el tema incluyen a Abul Ala Maududi (1903-1979), Yusuf al-Qaradawi, Wahbah al-Zuhayli, Tariq Talib al-Anjari, Thanvir Ahmed, Mabid al-Jarhi, M.N. Siddiqi, Munawar Iqbal e Imran Ahsan Khan Nyazee. En la disciplina de la economía islámica, una prohibición de interés sobre los préstamos a nombre de la prohibición de la ribaha sido llamado el «objetivo más destacado» de ese campo.
Su importancia entre los musulmanes / musulmanes revivalistas se refleja en el tamaño de la industria financiera islámica construida sobre la base de la posición ortodoxa —aproximadamente $ 2 billones a partir de 2017—, y en expresiones como el alboroto que cerró temporalmente el parlamento de Pakistán en 2004, cuando un miembro del Parlamento tuvo la temeridad de citar a un erudito islámico egipcio que decretaba que el interés bancario no era antiislámico. En respuesta, después de la reapertura del parlamento, un parlamentario islamista declaró que ningún miembro del parlamento tenía derecho a cuestionar este «asunto resuelto» desde que el Consejo de Ideología Islámica del Estado de Pakistán había decretado que el interés en todas sus formas era haram en una sociedad islámica.
Entre algunos, como Imran Nazar Hosein, el interés en los préstamos constituye no únicamente un pecado o un crimen, sino el
«Gran diseño de fuerzas hostiles que ya han logrado un progreso considerable, mediante la usura, en el control de la humanidad. Su objetivo es obtener el control total y usar ese poder para destruir la fe en Alá".
Sin embargo, no todos los musulmanes están de acuerdo con la formulación ortodoxa de que cualquier interés, incluido el «interés bancario» contemporáneo —en oposición a los intereses cobrados en préstamos depredadores, injustos o abusivos—, constituye una usura.  El escepticismo de la fórmula interés = riba, formando una llamada escuela «no ortodoxa» o «no equivalente»,  se remonta al gran muftí otomano Ebussuud Efendi e incluye 20 juristas del reformismo islámico, como Muhammad Abduh, Rashid Rida, Mahmud Shaltut, Syed Ahmad Khan, Fazl al-Rahman, Muhammad Sayyid Tantawy.
Si bien el estado minoritario de los académicos no ortodoxos no se cuestiona, si existe un consenso (ijma) a favor de la ortodoxia. Un economista no ortodoxo (M.A. Khan) sostiene que un verdadero consenso requiere el acuerdo no únicamente de la mayoría de los eruditos islámicos, sino también de la comunidad musulmana en su conjunto. Dado que la mayoría de los musulmanes no han elegido la banca islámica sin intereses para la mayoría de sus activos, esto demuestra, según Khan, que no están de acuerdo en que todos los intereses sean riba.

### Descripción racional y sus críticas
En respuesta a la pregunta: ¿por qué Dios ha prohibido el interés?, Varios académicos ortodoxos / islamistas / revivalistas, predicadores, escritores y economistas han propuesto una serie de argumentos. Donde incluyen:
- el interés es una forma de explotación por parte del prestamista del prestatario y / o por los ricos a los pobres, que trae más desigualdad en la sociedad;
- el interés no debería existir porque el dinero es improductivo y cobrarle un precio es injusto;
- es injusto para un prestamista recibir un rendimiento fijo (es decir, intereses) cuando las ganancias o pérdidas del prestatario / empresario varían, y / o para obtener ganancias de la actividad financiera sin riesgo de pérdida potencial;[209]
- el interés es innecesario en una economía contemporánea porque el capital de inversión puede generarse justamente compartiendo los riesgos y las ganancias entre los financieros y los empresarios, y cuando eso no es práctico, otra financiación de compras de productos; este sistema islámico de banca y finanzas conducirá a una mayor prosperidad y más simpatía humana, estabilidad económica, eficiencia, desarrollo, etc.[210][211]

Al mismo tiempo que los analistas ortodoxos ofrecen una explicación de por qué el interés está prohibido, «más de un analista» -incluido el exegeta medieval del Corán Fakhr al-Din al-Razi, y el destacado erudito ortodoxo Taqi Usmani- han enfatizado que, en última instancia, los musulmanes deben obedecer la prohibición incluso si no entienden la razón para ello.   Usmani escribe:

El Sagrado Corán ha decidido lo que es una injusticia en una transacción de préstamo, y no es necesario que todos descubran todos los elementos de injusticia en una transacción de riba, [o incluso que] la filosofía de la ley "[be]" visible en una transacción en particular. Hay áreas en las que la razón humana no puede proporcionar una guía adecuada ... [así] es la creencia firme de todo musulmán que los mandamientos dados por las revelaciones divinas ... deben seguirse en letra y espíritu y no pueden ser violados o ignorados sobre la base de los argumentos racionales de uno ... "

En cualquier caso, escribe Usmani, la injusticia  «es un término relativo y bastante ambiguo cuya definición exacta es muy difícil de determinar».
Crítica de razonamiento
Los críticos de la posición ortodoxa -principalmente Timur Kuran, Mohammad Omar Farooq, Muhammad Ahram Khan y Feisal Khan- generalmente argumentan que no es que Dios / Islam no ha prohibido el interés bancario, sino que ese interés no daña la prosperidad económica, los pobres o la sociedad en general. Algunos de sus argumentos son:
- ese interés bancario no es riba,
  - la definición del cual debería basarse en las prácticas de préstamo injustas / explotadoras de la sociedad Makkan donde se reveló el Corán,[218]
  - y que está muy lejos de los préstamos bancarios mucho más benignos de la sociedad contemporánea, donde la mayoría de los préstamos son para fines comerciales a prestatarios grandes y sofisticados que pagan tasas de interés competitivas y reguladas;[219][220][221]
- que los argumentos presentados sobre por qué el interés es injusto, explotador y prohibido, no «se sostienen»,
  - y rara vez puede ser respaldado por ningún estudio o investigación profunda sobre el tema porque se han hecho muy pocos,[222][223][224] los ortodoxos generalmente hablan de la injusticia únicamente en sus argumentos polémicos,[225]
- que intenta reemplazar los intereses con un sistema bancario islámico basado en el reparto de ganancias y riesgos que no ha tenido éxito, 
  - gracias a problemas prácticos como el manejo de la inflación, el valor temporal del dinero, la información asimétrica, los costos adicionales; que han acumulado,
  - ganancias y pérdidas compartiéndose para convertirse en un jugador menor,[226]
  - mientras que la columna vertebral del sistema —instrumentos similares a la deuda como murabaha —[227] han usado hiyal (estratagema legal) para evitar los requisitos religiosos,[228][229][230] hasta parecerse en todo a la banca convencional en su mayoría,[231] además de la terminología que usan;[232]
  - y las promesas hechas para este sistema, tales como que financiaría el desarrollo económico a largo plazo,[233] y ayudaría a los pequeños comerciantes de bajos ingresos,[234] no se han cumplido,
- y que, en última instancia, la campaña contra el interés bancario se puede explicar mejor no por un argumento basado en las escrituras, sino por la necesidad de crear un reino islámico completo y separado:

con su propio sector financiero, mediante el cual los musulmanes pueden fortalecer su identidad y evitar convertirse en «musulmanes parciales».

### Injusticia de retorno fijo
La (supuesta) injusticia del retorno fijo y su (supuesta) falta de riesgo, ha sido atacada por Ismail Ozsoy, MN Siddiqi y M. Hameedullah. Ismail Ozsoy define el interés como una ofrenda y como «un ingreso no devengado o distribuido desigualmente». Sostiene que tanto aquellos que pagan como los que reciben intereses son pecaminosos y se comportan injustamente porque la tasa de interés está «fijada desde el principio, pero es imposible predecir el resultado del negocio en el que se usa el préstamo, ganancia o pérdida, o cuánto sería cualquiera de los dos». Ozsoy afirma que su argumento está respaldado por el Corán 2: 275-280.
Mohammad Nejatullah Siddiqi argumenta que el cobro de intereses sobre los préstamos, ya sea para consumo o producción, está prohibida su explotación. Si un préstamo es para comprar bienes de consumo, aquellos que tienen riqueza deberían ayudar a quienes no tienen y no cobrar ningún incremento por encima del capital. Si una empresa pide prestado para invertir en planta o equipo, una rentabilidad garantizada del capital es injusta porque no hay reparto de beneficios entre el empresario y el financiero,  el prestatario está «obligado a pagar al banco una cantidad adicional», es decir, intereses.
M. Hameedullah y M. Ayub también argumentan que el interés es injusto porque el prestatario de los préstamos con garantía corre riesgos pero (creen) que el prestamista no lo hace, ya que los prestamistas pueden mantener la garantía si el prestatario incumple, que (creen) viola el principio islámico de que la recompensa debería requerir tomar / ser responsable de los riesgos.
Abul Ala Maududi también cree que el retorno de una inversión que no sea el reparto de ganancias es injusto. Predicó que el prestamista que cobra intereses aumentará las tasas de interés «en proporción directa» a la «miseria del prestatario y el alcance de su necesidad, ... si el hijo de un hombre muerto de hambre se está muriendo de una enfermedad, el dinero- el prestamista no considerará que una tasa de interés de 400 o 500% sea indebidamente dura».
Defender la justicia de un retorno «fijo»,  M. O. Farooq pregunta si los prestamistas no están «alquilando» el poder adquisitivo de su capital por la duración del préstamo y el interés debido como una forma de renta, tanto como cualquier propietario, agencia de alquiler u otro proveedor temporal de algo valioso / útil. M.A. Khan pregunta por qué la renta fija y los salarios fijos no son igualmente injustos, a pesar de no estar prohibidos por los eruditos ortodoxos. —Mientras que algunos pensadores islamistas han promovido la idea de que «las empresas propiedad del trabajo expresarían mejor el espíritu del Islam» que las convencionales, no hay movimiento para restringir a las empresas el pago de participación en los beneficios para los empleados o incluso mucho debate sobre el problema— Farooq señala que en el mundo moderno los bancos compiten con otros prestamistas y están sujetos a la regulación gubernamental. Los préstamos depredadores existen: de los prestamistas de día de pago, y los préstamos a tasas altas y variables. Estos «pueden estar cubiertos por la usura y, por lo tanto, prohibidos islámicamente», pero no es lo mismo que declarar todos los intereses riba.
Otro argumento en contra de la idea de que cobrar intereses sobre los préstamos explota a los empresarios es que la disponibilidad de capital para una empresa moderna es uno de los factores que conducen al éxito o al fracaso. La gestión empresarial implica múltiples elementos: diseño, producción, comercialización, ventas, distribución, gestión y motivación de los empleados, etc. Tras haber aportado su parte en el proceso, ¿por qué deberían los financieros sufrir parte de las pérdidas (si las hay)? que están más allá de su control; o ser recompensado con ganancias (si las hubiera) con las que tuvieron tan poco que ver?. En respuesta a la idea de que recaudar intereses sobre un préstamo comercial cuando la empresa se ha declarado insolvente es injusto, M.A. Khan responde que en la mayoría de los casos, tanto los bancos como los prestamistas se benefician de préstamos y pregunta si es razonable dejar que la pequeña fracción de las bancarrotas dicten cómo se estructuran las finanzas.
Feisal Khan señala que, contrariamente a la opinión ortodoxa de que los préstamos garantizados están exentos de riesgos, la crisis de las hipotecas subprime de 2008 ha demostrado que «incluso las garantías calificadas por AAA a menudo son insuficientes para evitar las pérdidas de los prestamistas».
M.A. Khan cita tasas de ganancias de empresas comerciales de países desarrollados durante varias décadas, que fueron «consistentemente» más altas por «varios múltiplos» que las tasas de interés, un reflejo de mercados de capital que compensan el mayor riesgo de acciones con mayores rendimientos (en promedio) e inversión de renta fija más segura con rendimientos más bajos.  Las cuentas de renta fija también prestan servicios a quienes tienen ingresos fijos y modestos, los críticos argumentan, y para las personas que necesitan un acceso rápido al efectivo —que las inversiones menos lucrativas no pueden proporcionar— pero quieren «poner su dinero a trabajar». Las grandes empresas sofisticadas difícilmente pueden considerarse víctimas de la explotación cuando toman prestados fondos que se originan en cuentas de pequeños ahorradores.
Con respecto al motivo de la lucha contra la injusticia y la explotación, M.A. Khan se queja de que los ortodoxos nunca se han molestado en definir exactamente lo que quieren decir con explotación o han hecho la investigación para fundamentar su afirmación de que todos los intereses explotan. M.O. Farooq señala que los partidarios ortodoxos a menudo invocan la explotación y la injusticia en sus argumentos polémicos, pero lo ignoran en estudios o en trabajos de profundidad. Farooq y otros —por ejemplo, Izzud-Din Pal y Yoginder Sikand— se quejan de que la búsqueda de la justicia no se ha convertido en la «razón subyacente» para definir el riba por parte de los juristas.

### Vicio y corrupción
Entre los que argumentan que el interés tiene una influencia corruptora en la sociedad se encuentran Muhammad N. Siddiqi, Yusuf al-Qaradawi, el jurista medieval Fakhr al-Din al-Razi y el líder islamista Abul Ala Maududi.
El interés «corrompe» a la sociedad y «degrada y disminuye la personalidad humana» según MN Siddiqi.  Aquellos que obtienen ingresos de intereses no tendrán que trabajar, lo que lleva al desprecio de los cazadores de intereses por el trabajo y priva a otros de los beneficios de la industria y los esfuerzos de la caja de intereses, según Yusuf al-Qaradawi. El interés pone fin a la «simpatía mutua, la bondad humana y la obligación», según el imam Fakhr al-Din al-Razi. Maududi sostiene que el interés «desarrolla mezquindad, egoísmo, insensibilidad, inhumanidad».
El no ortodoxo M.O. Farooq responde preguntando por qué Siddiqi ni siquiera intenta proporcionar evidencia de cómo el cobro de intereses conduce a la corrupción social y personal, señalando que no hay conexión entre los niveles de corrupción determinados por monitores como Transparencia Internacional y el uso de la corrupción en préstamos con intereses. Farooq responde la acusación de que el interés conduce a la pereza al afirmar que igualar el ahorro de ahorradores / depositantes con las necesidades de capital de los prestatarios es una función económicamente útil y competitiva, y que en la actualidad muchos ahorradores son jubilados ancianos de medios modestos para quienes sería una tontería correr riesgos con los ahorros de toda su vida, y paga esta precaución con rendimientos más pequeños. Otro crítico no ortodoxo, Faisal Khan, argumenta que si bien las denuncias de que los prestamistas son ricos y depredadores bien pudieron haber sido válidos en el siglo XII de al-Razi, o entre los campesinos del norte de India que Maududi conocía —que tomaron prestado de los comerciantes hindúes bania que a veces servían como prestamistas de dinero—, «no es una descripción exacta» de los efectos de un «sistema bancario / financiero convencional moderno».
Taqi Usmani sostiene que el deseo de los inversionistas / ahorradores por las inversiones / cuentas de renta fija es el resultado de una expectativa antinatural de no riesgo de pérdida, provocada por la separación de las finanzas «de las actividades comerciales normales» en la banca capitalista - actividades comerciales normales por supuesto con resultando en pérdidas de vez en cuando. Una vez que las personas entiendan esto, invertirán en finanzas islámicas.

### Desigualdad
Entre los que creen que los préstamos que generan intereses favorecen a los ricos y explotan a los pobres están M.U. Chapra, Taqi Usmani, Al-Qaradawi, Abul Ala Maududi, Taji al-Din y Monzer Kahf, Fakhr al-Din al-Razi y Ghulam Ahmed Pervez. Muchos (como Taji al-Din, Fakhr al-Din al-Razi y Al-Qaradawi), expresan su preocupación sobre los prestamistas ricos que explotan o se niegan a prestar a los prestatarios más pobres siguiendo el tema ortodoxo tradicional de una «clase de rentistas viciosos que prospera en la miseria de los pobres» perpetuando «un sistema diseñado para enriquecer a unos pocos a expensas de los muchos». Sin embargo, Taqi Usmani expresa su preocupación acerca de los prestatarios ricos que piden montos prestados enormes para «sus grandes proyectos rentables» y explotan a los prestamistas solo pagando intereses y no compartiendo sus ganancias. —En otro lugar afirma que «la naturaleza intrínseca» de los intereses y no la «posición financiera de las partes» hace que los préstamos que cobran intereses sean inválidos—.
Taji al-Din y Monzer Kahf argumentan que cobrar intereses sobre préstamos restringe la circulación de la riqueza a quienes ya la tienen, ya que los prestamistas no otorgan préstamos a quienes no pueden pagarlos. Esto —según él cree— está prohibido por el Corán y da como resultado un aumento de la división entre ricos y pobres.    Chapra señala que dado que los bancos están interesados principalmente en garantías para garantizar préstamos en lugar de la rentabilidad de lo que el prestatario / empresario busca en el capital, los bancos financiarán a prestatarios ricos con garantías en lugar de pequeños prestatarios con buenas ideas. Abul Ala Maududi llama al interés «el instrumento más grande por ... que el capitalista trata de concentrar en sus manos los recursos económicos de la comunidad», proclamando que «apenas hay un país en el mundo en el que los prestamistas y los bancos no estén chupando la sangre de las clases trabajadoras pobres, los agricultores y los grupos de bajos ingresos».
M.A. Khan responde que estas dificultades no serían resueltas por la banca islámica, en primer lugar porque «ninguna empresa comercial otorgará crédito a un cliente hasta que esté satisfecho con su credibilidad», y en segundo lugar porque no hay evidencia de que las instituciones bancarias islámicas se hayan centrado en la rentabilidad potencial de las propuestas de empresarios que buscan capital en lugar de garantías. En general, Khan escribe, simplemente «no existe un estudio significativo y rigurosamente argumentado, ya sea de países musulmanes o no musulmanes, que demuestre que el interés está causando o contribuyendo a las desigualdades de ingresos y riqueza».

### Daño económico general
Entre los reclamos de que el interés desempeña un papel negativo en la economía, se incluye que exprime la inversión productiva, fomenta la especulación, crea burbujas de crédito, fomenta la inflación, la inestabilidad, el desempleo, las depresiones y el imperialismo.
Umer Chapra escribe que al proporcionar «acceso fácil al crédito para fines improductivos», el interés «restringe la disponibilidad de recursos para la satisfacción de las necesidades», suprimiendo la creación de empleos. Maududi afirma que la inversión productiva se retiene cuando la empresa que busca inversión no puede obtener una ganancia igual a la «tasa de interés prevaleciente».
Mohammad Abdul Mannan escribe que eliminar el interés seguiría la norma cooperativa del Corán y estimularía la creación de empleo y la vitalidad económica.
M.A. Khan responde que el daño creado por el interés no puede ser tan grave ya que la financiación basada en intereses está «profundamente arraigada» en los países desarrollados de la OCDE, donde el ingreso per cápita es bastante alto y el porcentaje de pobres relativamente bajo. M.O. Farooq señala que los países que se han ido en una dirección «libre de intereses» son «apenas ejemplos de una mayor estabilidad económica».
Sobre el tema del sobre-endeudamiento y la inestabilidad, Chapra también argumenta que el sistema basado en intereses y su dependencia de las garantías lleva a niveles excesivos de deuda, lo que conduce a la inestabilidad económica. Las finanzas islámicas significarían una mayor disciplina financiera que el financiamiento basado en deuda porque están vinculadas a activos reales. Esta disciplina significaría una mayor estabilidad económica.  Mirakhor y Krichene,  sostienen que los intereses cobrados sobre las deudas conducen a la creación de un mercado secundario para la deuda. Esto hace que la deuda cambie de manos, se creen capas múltiples de ella, y la generación de burbujas de crédito cuyo inevitable estallido desestabiliza la economía. M.T. Usmani insiste en que el financiamiento basado en intereses puede «impulsar la inflación» ya que «no necesariamente» financia la creación de activos reales —su financiamiento no está vinculado a activos reales— y puede aumentar el suministro de dinero sin aumentar los productos para igualarlo. Cita una serie de economistas no musulmanes que critican al sistema financiero capitalista por su propensión a la especulación financiera, el sobre-endeudamiento, la mala asignación del capital de crédito.  Aunque sus soluciones, sus problemas no incluyen la prohibición de todos los intereses de los préstamos. Otra forma en que se alega que los intereses se «prestan a la especulación» es la, supuesta, práctica de pedir prestado a tasas bajas para prestar a más altas. Así, (supuestamente), se interrumpe los «ciclos comerciales» e interfiere con la planificación económica y sería remediado al prohibir los cargos por intereses. Chapra también argumenta que «el comportamiento errático de las tasas de interés» ha causado «tres décadas» de «turbulencia en los mercados financieros», citando a un ganador del Premio Nobel de Economía, Milton Friedman.
El líder islamista Abul Ala Maududi -quien no era economista pero se le atribuye haber sentado «las bases para el desarrollo» de la economía islámica, predica que el interés —junto con la falta de impuesto azaque sobre el ahorro— impide el progreso económico y la prosperidad al recompensar los ahorros y la formación de capital —la idea común de que estas cosas ayudan al desarrollo económico como un «engaño»—. Cuando las personas no tienen «la costumbre de gastar toda la riqueza que ganan» consumen menos, lo que disminuye el empleo, y lleva a un consumo menor, creando finalmente una espiral descendente. l
Las ganancias y los salarios empresariales deberían ser la única fuente de ingresos en la sociedad. Siddiqi y Ganameh citan un hadiz de «ingresos delegados en responsabilidad» en este contexto.
En respuesta, M.A. Khan argumenta:
- que la eliminación efectiva de los intereses de los préstamos durante un período prolongado en la tercera economía más grande del mundo —es decir, Japón, que bajó las tasas preferenciales al 0,01% de 2001 a 2006 en un intento de estimular su economía— no logró prosperidad;[300]
- que un mercado secundario de instrumentos financieros, que «desata» el financiamiento de los activos reales, «es una necesidad real y en vivo" de las finanzas, incluso si puede suponer un riesgo de especulación. Los «instrumentos alternativos de las finanzas como el sukuk y otros bonos islámicos también requerirían un mercado secundario». Y, de hecho, ha habido «esfuerzos para crear» estos mercados por los instrumentos financieros islámicos, pero la necesidad de seguir la ideología de las finanzas islámicas contemporáneas significa que los mercados «han terminado en una serie de artimañas, compromisos y estratagemas».[289]

Mientras que Khan admite que un sistema bancario basado en los dos modos de depósitos de cuenta corriente respaldados por 100% de reserva y cuentas de distribución de ganancias y pérdidas, sin duda sería más estable que la banca convencional, esto «ha limitado aplicación práctica» limitado a ese pequeño nicho de la banca islámica que en realidad utiliza el reparto de ganancias y pérdidas.
En respuesta a la cita de Chapra del economista occidental Milton Friedman, M.O. Farooq señala que los economistas monetaristas como Friedman culpan a la política monetaria intervencionista en general en lugar de cobrar intereses por la inestabilidad, y cuando se le preguntó específicamente sobre cualquier peligro económico por intereses, el mismo Friedman afirmó que el trabajo que Chapra citó «no brindó ningún tipo de apoyo para la doctrina del cero interés» y que él (Friedman) «no creo que haya ningún mérito en el argumento de que una economía libre de intereses podría contribuir a una mayor estabilidad económica. tendría el efecto contrario».

### Acumulación de deuda del tercer mundo
Usmani y otros ortodoxos creen que la carga de la deuda externa contraída por los países en desarrollo, incluidos muchos países musulmanes, a partir de préstamos de países desarrollados e instituciones como el Fondo Monetario Internacional FMI es una ilustración de la maldición del interés.  Usmani cita varias fuentes no musulmanas, afirmando que este servicio de la deuda excede los «flujos de recursos hacia los países en desarrollo», y al seguir creciendo, ha traído «ajustes estructurales» y «programas de austeridad», lo que lleva a «desempleo masivo, caída de los ingresos reales, inflación perniciosa, aumento de las importaciones, ... negación de las necesidades básicas, penurias severas y des-industrialización», y se puede comparar con el trabajo forzado en el que el trabajador está «permanentemente contratado a través de su deuda con el empleador». —Usmani sugiere que el problema podría remediarse con modos de financiación islámicos, y que los «préstamos relacionados con activos» podrían convertirse en «acuerdos de arrendamiento financiero»—.
M.A. Khan está de acuerdo en que la carga de la deuda ha creado considerables dificultades, pero debe ser culpado de «mala administración, fraude y corrupción» en el uso indebido de fondos prestados, en lugar de cargos por intereses. Si el interés fuera el culpable, el financiamiento islámico no sería una solución (sostiene Khan), ya que también implica costos denominados «ganancias» o «honorarios» en lugar de intereses, para aquellos en el mundo en desarrollo que buscan capital.

### Alternativas al interés
Naturaleza de las finanzas sin intereses
Un nuevo sistema financiero libre de intereses / riba, aseguraría que no se hubiera «incrementado el monto del principal de una deuda», como predicó Usmani, el «Santo Profeta [Muhammad] ... no dejó ambigüedad en el hecho que los acreedores tendrán derecho a recuperar únicamente el capital y no podrán cobrar ni un centavo más que el monto principal».
Algunos de los que promueven o escriben sobre la banca sin intereses han presentado préstamos con cero interés —y cuentas de ahorro— como una alternativa islámica a los préstamos / cuentas de interés de la banca convencional. Muhammad Siddiqi aseguró a los responsables políticos que las cuentas sin intereses que no pagan beneficios a los ahorradores no significarían una reducción cuantitativa de los ahorros porque los ahorros son principalmente una función de los ingresos de los ahorradores en lugar de su expectativa de ganancias. Maududi prometió que los préstamos de devolución cero permitirían la producción floreciente de lo que era socialmente útil pero que generaba un pequeño rendimiento. Por otro lado, la economista escéptica Maha-Hanaan Balala cuestionó cómo los acreedores extenderían préstamos sin intereses considerando «el costo de oportunidad, la erosión del valor a través de la inflación, el riesgo de incumplimiento por parte de los deudores»; y junto con Fazl al-Rahman argumentaron que una tasa de interés sirve como un precio para el financiamiento, lo que limita la demanda de los prestatarios, por lo que los mercados financieros no se enfrentan con una oferta limitada y una demanda infinita.
Sin embargo, de acuerdo con Taqi Usmani, el énfasis en el retorno cero fue erróneo.

Las personas que no están familiarizadas con los principios de la Sharia y su filosofía económica a veces creen que abolir el interés de los bancos y las instituciones financieras les daría preocupaciones caritativas, más que comerciales, al ofrecer servicios financieros sin retorno. Obviamente, esto es totalmente un supuesto erróneo. Según la Sharia, los préstamos sin intereses están destinados a actividades cooperativas y caritativas, y normalmente no a transacciones comerciales ..

Otro observador (M.A. Khan) ha informado de «un consenso» entre los economistas musulmanes de que las finanzas islámicas para las transacciones comerciales «no serían gratuitas», sino que tendrían algún tipo de «costo» distinto al interés.  —Los préstamos caritativos, de interés / sin devolución se conocen como Qardhul Hasan en el islam—.
Crecimiento de la industria alternativa (banca islámica)
A medida que el Renacimiento Islámico floreció en la última mitad del siglo XX, este nuevo sistema financiero comenzó a desarrollarse. A fines del siglo XX, se formaron varios bancos islámicos para aplicar principios riba / libres de intereses a instituciones comerciales privadas o semi-privadas dentro de la comunidad musulmana, En la década de 1980, el régimen paquistaní del general Muhammad Zia-ul-Haq condenó la «maldición del interés» y prometió eliminarla.  En 2014, alrededor de $ 2 billones en activos bancarios cumplían con la sharia, —aproximadamente el 1% del total de los activos bancarios mundiales—. Esta industria se concentró en el los países del Consejo de Cooperación para los Estados Árabes del Golfo, Irán y Malasia.
Modos
La banca islámica reemplazó riba / interest con cuentas que rinden
- Retorno cero sobre depósitos: «cuentas corrientes» ofrecidas para custodia de fondos de depósito sin retorno agregado al monto depositado.[320][321] —En la práctica, estos depósitos a menudo incluyen un Hibah (literalmente «regalo»),[322] en forma de premios, exenciones, etc.,[323] para competir con la devolución de intereses de las cuentas corrientes bancarias convencionales—.
- un rendimiento variable según el éxito del (de los) proyecto (s) que financió el banco: para el financiamiento comercial, fue el modo primario (teóricamente) de las finanzas islámicas, denominado reparto de ganancias y pérdidas, que reemplazaría el interés por la distribución del riesgo entre el inversor, el banquero y el empresario del proyecto que se financia, al igual que el financiamiento de capital de riesgo. Una forma de compartir ganancias y pérdidas es el mudaraba finance, donde el banco actuaría como el socio capital en un contrato de mudaraba con el depositante por un lado y el empresario por el otro. Cuando se pagara el «préstamo», el financiero recolectaría algún porcentaje acordado de las ganancias, o deduciría si había habido pérdidas, junto con el «principal» del usuario de capital;[23]
- rendimiento fijo: como el interés pero que difiere, en teoría al limitar las finanzas a una venta específica. «Murabaha (venta de crédito)» fue la forma principal de este tipo de modo de financiación respaldado por activos,[227] o «basado en operaciones»,[324] algunos otros modos financieros también se usaron como Ijara, Istisna, que sirvieron para complementar los modelos de intercambio de ganancias y pérdidas. A medida que las finanzas islámicas crecían, quedó claro que Murabaha no era un complemento del reparto de ganancias y pérdidas,[325][326] pero si el modo utilizado en aproximadamente el 80% de los préstamos islámicos.[327][328] La explicación incluye que la estructura y los resultados del Murabaha era más familiar para los banqueros,[329] y el reparto de ganancias y pérdidas resultó ser mucho más arriesgado y costoso de lo que los partidarios habían esperado.[226]

Murabaha y el modo de finanzas basado en el comercio
La similitud entre convencionales no islámicos  «ventas a crédito y ribawi» se ha observado que algunos han llamado préstamos murabaha un 'trabajo en torno semántica' para los préstamos de cobro de intereses,  es necesario porque las empresas «no pueden sobrevivir donde los precios de débito y de crédito son iguales», y se insta a que el interés bancario no se considere haram.  Los críticos se quejaron de que a los ojos de las prácticas contables estándar y las regulaciones verdaderas en los préstamos no hay distinción entre, por ejemplo, obtener 90 días de crédito en un producto Rs10000 (precio en efectivo) y pagar un Rs500 adicional (permitido), o tomar un préstamo de 90 días de Rs10000 que cobra intereses por un total de Rs500 (prohibido).
Los escritores ortodoxos, como Monzer Kahf, han defendido la distinción que establece unir las mercancías al dinero en las finanzas que impide que el dinero se utilice con fines especulativos.
Usmani insiste en que la frase «Dios ha permitido la trata ...» del Corán verso 2: 275, se refiere a las ventas de crédito como murabaha, de modo que «tomando en cuenta el tiempo de pago» para pagar más por un producto, no está «dentro del ámbito de interés», es decir, riba. Pagar más por crédito al comprar un producto no viola la ley de la sharia -dice el razonamiento- porque es «un intercambio de productos por dinero», mientras que un préstamo bancario es un «intercambio de dinero por dinero», y prohibido a menos que el interés sea cero. El comprador en una venta a crédito no paga «principal» e «interés», sino «costo y ganancia».
Otros eruditos ortodoxos (A.I. Qureshi, M.A. El-Gamal—, en lugar de dar un razonamiento, declaran que la diferencia es cognoscible únicamente para Dios, algo que los humanos debemos obedecer sin comprender.

La permisibilidad del primero [oficio] y la prohibición de la segunda [usura / interés] son claras e inequívocas ... Por qué uno está permitido mientras que la otra está prohibida, únicamente puede ser conocido por Alá y a quienquiera que haya dado ese conocimiento. Como cuestión práctica, debemos saber lo que está permitido y usarlo para nuestro beneficio, y lo que está prohibido evitarlo.

Las ventas de crédito no siguen el ideal islámico solicitado por los pioneros de la banca islámica para eliminar la injusticia y la explotación de ganancias y pérdidas no compartidas en las finanzas. Los estudiosos ortodoxos han expresado una falta de entusiasmo por la banca islámica basada en las ventas de murabaha. (El Consejo de Ideología Islámica del estado de Pakistán lo llama «únicamente una segunda mejor solución desde el punto de vista de un sistema islámico ideal»; Usmani lo llama una «transacción límite con muy finas líneas de distinción en comparación con un préstamo con intereses». Según Usmani, una murabaha (ortodoxa) islámicamente adecuada y otra financiación de venta de crédito se utilizarán exclusivamente:
- cuando la distribución de ganancias y pérdidas es practicable,[341]
- cuando la transacción financia la compra de algún producto o mercancía por parte del cliente,[112]
- cuando ese producto o mercancía es comprado y es propiedad del banco, que asume el riesgo, hasta que se complete el pago del cliente, y
- cuando no hay cargos adicionales por demora en el pago.[114]

Crítica de las finanzas sin intereses y sus prácticas
Las deficiencias de la banca islámica han sido utilizadas por al menos un crítico no ortodoxo como argumentos en contra de igualar el interés con la riba. Según M.O. Farooq, la «creciente necesidad» de la industria bancaria islámica de «recurrir al Hiyal, estratagema legal, para reclamar el cumplimiento de la Sharia», es evidencia de que prohibir el interés «no es sostenible desde el punto de vista islámico».  Críticos y escépticos se quejan:
- que aparte de desmentir todas las nociones teóricas nobles de eliminar la injusticia del retorno fijo en las finanzas,
- en la práctica, no únicamente las transacciones de murabaha se asemejan a los préstamos, sino que la mayoría no obedecen a restricciones académicas, ya que no son más que flujos de efectivo entre bancos, intermediarios y prestatarios, sin la compra o venta de productos básicos;[344]
- que el beneficio o margen de ganancia se basa en la tasa de interés prevaleciente utilizada en préstamos haram por el mundo no musulmán;[345]
- que los riesgos asumidos por el financiador son inexistentes (estar asegurado o cubierto por garantías proporcionadas por el cliente);
- que los bancos islámicos "han encontrado impráctico obedecer sus propios estatutos" y que han "disfrazado el interés bajo una variedad de cargos";[346]
- que «las perspectivas financieras» del financiamiento islámico de Murabaha y el financiamiento convencional de cobro de intereses es "el mismo",[231] como lo es todo lo demás, además de la terminología utilizada.[232]

Al menos un partidario (Khalid Zaheer) de la fórmula interest = riba no únicamente no se mostró entusiasta, sino que se opuso a tratar de distinguir entre las ventas de crédito y los intereses, simplemente exhortó a los banqueros islámicos a mostrar «preocupación por la difícil situación» del prestatario musulmán y que no les cobrasen ningún interés.
Sustitutos de otros productos financieros basados en intereses y en modelos contables y económicos
Otros productos financieros islámicos que reemplazan a los bonos convencionales (Sukuk), seguros (Takaful), prometen evitar además de la ruina los conceptos prohibidos islámicamente como Maysir (apuestas o especulaciones) y Gharar («incertidumbre» o «ambigüedad»).
Se sugirieron reemplazos para el uso de una tasa bancaria de interés para la política monetaria. Siddiqi sugiere dos variables que pueden usarse alternativamente pueden usarse:
1. ) recargo en ventas con pago diferido y
2. ) proporciones utilizadas para compartir modos de financiación.

Estas proporciones podrían usarse para manipular las tasas de ganancia, de las finanzas islámicas. Podrían determinarse a través de las fuerzas del mercado o establecidas por los gobiernos para el interés público, y desde principios de la década de 1980 así se legisló en Sudán y Pakistán, según Siddiqi. Otra fuente (Bijan Bidabad) sugiere que «algún instrumento público basado en acciones» como Rastin Swap Bonds (RSB) se utilice para «operaciones de mercado abierto no relacionadas con la usura».
En la teoría económica moderna, muchos de los modelos importantes usan el interés como un elemento clave, y en la contabilidad, las tasas de interés se usan para evaluar proyectos e inversiones. La economía islámica busca encontrar variables y parámetros alternativos. Una sugerencia ha sido para el q de Tobin —relación entre el valor de mercado de un activo físico y su valor de reposición— para reemplazar el interés.

### Enfoque no ortodoxo
La posición no ortodoxa enfatiza la diferencia entre el interés bancario y la riba del Corán —a veces argumentando que el «interés bancario» contemporáneo es una nueva tecnología financiera no cubierta por el fiqh clásico—, y la importancia de los aspectos morales y prácticos cuando se determina qué es riba.
Además de la defensa del uso del interés bancario como islámicamente permisible y no la causa del daño a la prosperidad económica, los pobres o la sociedad en general, los no ortodoxos (principalmente M.O. Farooq y M.A. Khan) argumentan que hay varios problemas: el valor tiempo del dinero, el manejo de la inflación, el anticipado o moroso del préstamo, hacen que la prohibición de todos los intereses problemáticos y que el «concepto islámico de dinero» utilizado para defender la prohibición sea en sí problemático. 

#### Ulama afiliado al gobierno
Varios juristas de alto nivel afiliados de alguna manera con gobiernos de mayoría musulmana se han opuesto a la prohibición de todos los intereses. El presidente egipcio Anwar Sadat obtuvo una fetua del Gran Imán de al-Azhar que dictaminó que los bonos del tesoro que generan intereses eran consistentes con la ley islámica. Más recientemente, el mufti de Egipto, Muhammad Sayyid Tantawy, emitió varios fetuas que permitían el interés bancario en 1991. En 1997, Shaykh Nasr Farid Wasil también declaró interés bancario admisible siempre que el dinero se invirtiese en halal permitidas: «no existe un banco islámico o no islámico. Así que detengamos esta controversia sobre el interés bancario».  Abd-al-Munim Al-Nimr, un exministro de Awqaf en Egipto, declaró públicamente que el interés bancario no puede considerarse una prohibición. La explicación está de acuerdo con la tendencia de los gobernantes a obtener las fetuas que desean sobre «asuntos clave de política», de los ulemas «oficiales» cuya tarea es legitimar las políticas de los gobernantes.

#### Posición reformista
Además del servicio al gobierno, otra motivación de los juristas que se oponen a la formulación del interés = riba, han sido los argumentos del reformismo islámico de los juristas del siglo XX, mencionados anteriormente. —Otros intérpretes modernistas de la riba incluyen a aquellos en el subcontinente India-Pakistán que incluyen: Ja'afar Shah Phulwarai, Tamanna Imadi, Rafiullah Shihab, Yaqub Shah, Abdul Ghafur Muslim, Syed Ahmad, Aqdas Ali Kazmi, y Abdullah Saeed—.
Los reformistas islámicos tienden a «enfatizar el aspecto moral de la prohibición de la usura, y argumentan que la razón de esta prohibición tal como se formuló en al-Qur'an fue la injusticia y la dificultad». Creen que las prácticas de préstamo pre islámicas en Makka constituyeron riba y son muy diferentes y más problemáticas que los préstamos bancarios contemporáneos, que no implican riba, según fuentes como M.A. Khan, y The Encyclopedia of Islam and the Muslim World.
Los préstamos de Makkan (Riba an-jahiliya) implicaban altas tasas de interés cargadas por prestamistas ricos a clientes pobres que tomaban prestado para su consumo, que conducían a la acumulación de grandes deudas y, a menudo, de esclavitud financiera. Por el contrario, la mayor parte del dinero prestado en la sociedad contemporánea es con fines comerciales e inversión, negociada entre partes sofisticadas, ofreciendo / pagando tasas de interés determinadas y mantenidas bajas por un mercado competitivo y regulado, la mayoría de estas características no existían cuando el Corán fue escrito. Además, las leyes contemporáneas de bancarrota «protegen a los prestatarios contra los horrores que una vez produjeron la riba».
También promueven el argumento económico de que «el objetivo de erradicar el interés es equivocado e inviable», porque el interés es «indispensable para cualquier economía compleja».
Daño al prestatario
Los eruditos reformistas islámicos como Fazlur Rahman Malik, Muhammad Asad, Sa'id al-Najjar, Sayyid Tantawi, difieren de los intérpretes ortodoxos en que el interés no es una amenaza si no involucra la explotación de los necesitados. Diferencian entre varias formas de cargos de interés abogando por la legalidad de algunos y rechazando otros.
Abd-al-Munim Al-Nimr, también argumenta que la usura implica daño al deudor. En su fetua que permite el interés bancario y lo declara no riba, Muhammad Sayyid Tantawy argumentó que tiene poco sentido sugerir que los modestos titulares de cuentas de ahorro están explotando sofisticados bancos multimillonarios que les pagan el interés en sus cuentas.  El rendimiento fijo o «determinación del beneficio por adelantado se realiza por el bien del propietario del capital (es decir, el depositante) y se hace para evitar una disputa entre él y el banco», en lugar de explotación.
El abogado y erudito islámico Kemal A. Faruki, se quejó de que se gastaba mucho tiempo y energía en Pakistán en «discusiones aprendidas sobre la riba» y «diferencias dudosas entre 'interés' y 'ganancias garantizadas' en el sistema bancario, mientras que era mucho más serio problema que afecta a los pobres era ignorado»:

usura perpetrada contra los analfabetos y los pobres por soodkhuris (literalmente, «devoradores de usura»). Estos prestamistas registrados oficialmente en virtud de la Ley de prestamistas pueden prestar a no más del 1% por debajo de la tasa del Banco del Estado. De hecho, son personas de la mafia que cobran intereses tan altos como el 60% anual recaudados en cuotas mensuales y se niegan a aceptar el reembolso de la suma principal indefinidamente. Sus tácticas incluyen intimidación y fuerza.

Sentido práctico
Los argumentos económicos de que el interés bancario es necesario para una asignación eficiente de los recursos y el desarrollo económico, también significa que sirve al interés público. Dado que el interés público (Maslaha), es una de las bases de la ley divina, que puede hacer eximir a los intereses bancarios de los cargos de ser haram y riba.
El economista turco-estadounidense y estudioso de Estudios Islámicos Timur Kuran cuestiona si alguna vez ha existido una economía sin interés: «Hasta donde se sabe, ningún sistema político musulmán ha tenido una economía genuinamente libre de intereses». Feisal Khan señala que la industria bancaria islámica está siendo criticada además de por los no ortodoxos que piensan que el islam no exige una prohibición de los intereses, sino de los «ultra ortodoxos» que creen que no excluye realmente todas las formas de interés de las finanzas. Señala las quejas sobre la autenticidad de la banca islámica de los musulmanes estrictos, Taqi Usmani ha argumentado que la industria ha descuidado totalmente la filosofía básica, socavando su propia razón de ser; para que los no musulmanes y las «masas» musulmanas ahora tengan la impresión de que la banca islámica «no es más que una cuestión de retorcer documentos ...» y que en el 2002 - 23 años después de que se prohibió por primera vez la riba en Pakistán: el State Bank of Pakistan declaró que los bancos islámicos en 1979 no eran verdaderamente islámicos, sino convencionales, y que otros bancos —como Meezan Bank y Al Baraka Bank — eran «completos». «Bancos islámicos de nueva creación» que serían promovidos por el banco estatal. A pesar de este «reinicio», Khan afirma que los bancos islámicos nuevos, purificados y de pleno derecho son los mismos en «forma y función» que los antiguos bancos islámicos, y que once años después —a partir de 2013— usan una cantidad minúscula (3%) de distribución de ganancias y pérdidas, y constituyen alrededor del 10% del sector bancario del país.
Respuesta a los reformistas
La mayoría de estos argumentos han sido criticados por autores renovadores islámicos, incluyendo Siddiqi, Zarqa, Khan y Mirakhor y Chapra, y sobre todo por Judgement on Interest Delivered in the Supreme Court of Pakistan de Taqi Usmani.
Taqi Usmani argumenta que los préstamos comerciales, industriales y agrícolas —en comparación con el consumo— no podía haber sido desconocida para los árabes en la época de Mahoma, desde que los hadices mencionan grandes préstamos y caravanas a gran escala utilizados por los comerciantes árabes. Los árabes de la época de Mahoma también tenían «relaciones comerciales constantes» con la provincia bizantina adyacente de Siria —los árabes usaban dirhams de plata y dinares de oro como moneda— donde los préstamos con intereses estaban tan extendidos que se aplicaba una ley separada de tipo de interés para reparar su deuda. También señala que hay una serie de referencias a que «todas» las riba están prohibidas en los hadices, y todo exceso sobre el principal es riba, pero no se menciona ninguna cantidad menor de interés permisible.

### Valor tiempo del dinero
Un concepto instrumental para explicar y defender la justicia de cobrar intereses sobre los préstamos, es el valor temporal del dinero: la idea de que hay un mayor beneficio en la posesión de dinero en el presente y no en el futuro. El concepto justifica la idea de que el pago posterior debe descontarse y los ahorradores / inversores / prestamistas deben ser compensados por diferir los beneficios del consumo, o compensado por «alquilar» el poder de compra de su capital, de forma muy similar a como cualquier agencia de alquiler que proporcione algo valioso / útil, es renta pagada.
Como tal, algunos partidarios de las finanzas islámicas han atacado la idea del valor del tiempo. Fahim Khan, del Instituto de Investigación y Capacitación Islámicas en Arabia Saudita, declara que la prohibición del interés puede considerarse una «especie de devaluación del valor del dinero en el tiempo». Maududi ha llamado a la diferencia «entre los valores psicológicos del presente y del futuro ... nada más que una ilusión», y refutado por el hecho de que pocas personas «gastan toda su riqueza en placer presente y su disfrute».  Taqi Usmai ha declarado inequívocamente que «en la Sharia no existe el concepto de valor temporal del dinero».
Irfan argumenta que el valor del dinero disminuye muy poco con el tiempo debido a que el consumo, como la alimentación, únicamente puede hacerse a lo largo del tiempo. Además, descontar el tiempo puede conducir a resultados negativos, como la producción agrícola insostenible con siembra y pastoreo que causa la desertificación y la erosión, ya que estos malos resultados se producen en el futuro descontado. Sin embargo, la banca islámica también exige recompensar la gratificación retrasada en forma de «retorno de la inversión»,  y la venta de bienes a crédito —respaldada por juristas tempranos como Muhammad al-Shaybani—.
La mayoría de los eruditos y economistas islámicos ortodoxos han tomado un camino medio: insistir en que una tasa de descuento del dinero extra es un concepto inválido si la tasa es de interés sobre un préstamo, pero válida si la tasa es el rendimiento del capital de Murabaha u otros contratos islámicos. El crítico Farooq se queja de que esta racionalización es contradictoria, y equivale a negar el valor temporal en teoría en teoría, mientras lo adopta en la práctica, y que la aceptación de la teoría en la práctica explica la gran y exitosa movida de los bancos occidentales no islámicos hacia la banca islámica.

### Concepto islámico de dinero
Respuestas al argumento de economistas como Farooq, de que a los prestamistas de dinero se les debe algún tipo de compensación de alquiler; y a la pregunta de por qué se permite cobrar extra para financiar una compra en, por ejemplo, finanzas islámicas de murabaha, pero al prestar efectivo es riba, se puede encontrar, creen los partidarios, en el «concepto islámico de dinero».
Los eruditos ortodoxos, como M.U. Chapra y M.T. Usmani, han escrito que el dinero únicamente puede ser un «medio de intercambio» y no debe tratarse como un «activo o mercancía». Comerciar una mercancía / activo, o pagar una tarifa por su uso es correcto y sensato (argumentan), pero negociar o alquilar un medio de cambio es incorrecto, porque el dinero es «improductivo». «no tiene utilidad intrínseca». Siendo este el caso, no se puede justificar ninguna devolución por el uso del dinero, y explica, al menos en parte, por qué es riba.
Usmani cita las condenas de especulación por varias fuentes occidentales, y los escritos del célebre erudito islámico medieval Al-Ghazali de que el dinero se hizo para facilitar el comercio y nunca debe ser acumulado o utilizado para cobrar intereses.
En respuesta, MA Khan pregunta:
- si la distinción entre activo y medio de intercambio proviene de la necesidad de «demostrar que todos los tipos de interés son injustos»,[406] y no del Islam;
- cómo el dinero puede ser un medio de intercambio pero no un activo, preguntando qué «la justificación para cobrar» zakat —el impuesto religioso islámico— sobre el dinero es «si el dinero no es una reserva de valor»;[406]
- cómo se deben ingresar los saldos de efectivo en la contabilidad de las empresas modernas, si no como activos;[406]
- si hay alguna buena manera para que los ejecutores de la ley islámica diferencien entre el comercio productivo y la especulación que está prohibida por esta definición.[406]

### El pago anticipado de la deuda
Lo opuesto a las ventas de crédito, es decir, mayor cargo por pago diferido, es una reducción de los cargos por pago anticipado, y es difícil de justificar sin un reconocimiento del valor del dinero en el tiempo y la validez de los intereses sobre los préstamos, según algunos (como M.A. Khan ).
La reducción de la deuda para el pago anticipado es considerada haram por las cuatro escuelas de jurisprudencia sunitas (Hanafí, Malikí, Shafi'i, Hanbali), aunque no está claro si existe un consenso entre los juristas islámicos. Según Ridha Saadullah, tales reducciones:

han sido permitidas por algunos compañeros del Profeta y algunos de sus seguidores. Esta posición ha sido propuesta por Ibn Taymiyya e Ibn al-Qayyim, y, más recientemente, ha sido adoptada por la Academia Islámica Fiqh de la Organización para la Cooperación Islámica (OCI). La Academia decidió que "la reducción de una deuda diferida para acelerar su devolución, ya sea a solicitud del deudor o del acreedor, está permitida por la Shariah. No constituye prohibición la usura, si no se acuerda de antemano y siempre y cuando la relación acreedor-deudor siga siendo bilateral. ...

### Inflación
Si la compensación a los prestamistas por la erosión del valor de los fondos de la inflación está permitida o no, y cómo proporcionar esa compensación de una manera que no se considera riba, también se ha denominado un problema «irritante» para los estudiosos islámicos, ya que las finanzas para las empresas no se obtendrán si un prestamista pierde dinero mediante préstamos.
El volumen 1 de las Leyes de Inversión en el Manual de Países Musulmanes afirma que «una tasa de interés que no excediera la tasa de inflación no era una riba según los juristas islámicos clásicos».  Las sugerencias para resolver el problema incluyen indexar préstamos o denominar préstamos «en términos de un producto básico» como el oro, e investigar más para encontrar una respuesta.
Sin embargo, muchos académicos creen que la indexación es un tipo de riba y que fomenta la inflación. Islamqa.info simplemente dice: «Sí, es haram pagar intereses sobre préstamos, incluso si eso se debe a la inflación. Los académicos están de acuerdo en que si se estipula que un préstamo se reembolse con algo adicional, eso es riba (usura) que está prohibido por Allah y Su Mensajero».  Abu Umar Faruq Ahmad y M. Kabir Hassan afirman que: «Los mandamientos coránicos contra la usura, deben aceptarse tal como están». Usar «interés para neutralizar la inflación equivaldría a usar un mayor 'mal' [interés] para luchar contra uno más pequeño [inflación]»

### Pagos morosos / Valores predeterminados
Mientras en las finanzas convencionales los pagos atrasados / préstamos morosos se desalientan por intereses que se acumulan mientras el préstamo está en curso, el precio por los pagos de crédito «nunca se puede aumentar» sin importar cuando el prestamista / comprador pague (según Usmani), aunque tarde los honorarios son pagos «contra el dinero», lo que infringe el principio de que los pagos de crédito deben ser «contra productos básicos y no contra el dinero».
La prohibición de los pagos atrasados ha llevado a que el control y la administración de las cuentas morosas se conviertan en «uno de los problemas angustiosos» en las finanzas islámicas, según M.A. Khan. >  De acuerdo con Ibrahim Warde,

Los bancos islámicos se enfrentan a un grave problema con los pagos atrasados, por no hablar de incumplimientos rotundos, ya que algunas personas se aprovechan de todos los dispositivos dilatorios legales, regios y religiosos ... En la mayoría de los países islámicos, se han establecido diversas formas de penalizaciones y atrasos, únicamente para ser proscrito o considerado inaplicable. Las tarifas en última instancia, en particular, se han asimilado a la riba. Como resultado, los deudores saben que pueden pagar a los bancos islámicos por última vez ya que hacerlo no implica ningún costo.

Warde también se queja de que:

"Muchos empresarios que pidieron prestado grandes cantidades de dinero durante largos períodos de tiempo aprovecharon la oportunidad de la islamización para eliminar el interés acumulado de su deuda, devolviendo únicamente el principal, generalmente una suma insignificante teniendo en cuenta la consideración que fue cuando se tomaron años de inflación de dos dígitos.

## Riba al-fadl
Mientras riba an-nasiya = el interés es un tema importante entre los predicadores, escritores y economistas islamistas / revivalistas, y forma la base de la Banca islámica, otro tipo de riba, lo que los juristas llaman riba al-fadl («riba sobrante») está también prohibida por juristas ortodoxos. Riba al-fadl no implica el pago en el tiempo sino el comercio de diferentes cantidades del mismo producto —oro, plata, trigo, cebada, dátiles o sal—, generalmente porque la calidad de la cantidad más pequeña es superior.
Debido a que riba al-fadl implica el trueque, y el trueque es mucho menos común de lo que era en la temprana sociedad de Meca, la riba al-fadl es de mucho menos interés hoy en día que la riba an-nasiya. También se considera, al menos por algunas fuentes, una forma de riba prohibida por la Sunna en lugar del Corán. Taqi Usmani afirma que riba al-fadl fue desarrollado por Mahoma y que por lo tanto no era parte de jahiliya preislámica.

### Hadiz
Los ejemplos del hadiz citado en la prohibición de la riba al-fadl, muchos del Sahih Bukhari, son:
Narrado por Abu Said: Solíamos recibir dátiles mixtos (del botín) y solíamos vender (trueque) dos Sas (de esos dátiles) por una Sa (de buenos dátiles). El Profeta dijo (para nosotros): «No (canjear) dos Sas por una Sa ni dos Dirhams por una Dirham es permisible», (ya que es una especie de usura). (Sahih al-Bukhari, 3: 34: 294).
Narrado por Úmar ibn al-Jattab: El apóstol de Dios dijo:El trueque de oro por plata es riba (usura), excepto si es de mano en mano e igual en cantidad, y el grano de trigo por grano de trigo es usura, excepto si es de mano en mano e igual en cantidad, excepto si es de mano en mano e igual en cantidad, el dátil por dáti es usura, excepto si es de mano en mano e igual en cantidad y la cebada por cebada es usura, excepto si es de mano en mano e igual en cantidad. (Sahih al-Bukhari, 3: 34: 344).
Narrado por Úmar ibn al-Jattab: Muhammad dijo: La venta de trigo por trigo es riba (usura), excepto si se entrega de mano en mano e igual en cantidad. De manera similar, la venta de cebada para cebada es Riba, excepto si es de mano a mano e igual en cantidad, y los dátiles para los dátiles son usura, excepto si es de mano en mano e igual en cantidad. (Sahih al-Bukhari, 3: 34: 379)
Narrado por Abu Hurayrah: Muhammad dijo: Si alguien hace dos transacciones combinadas en una negociación, debe tener la menor de las dos o implicará usura. (Sunan Abu Daud)
Raqiub Zaman señala que cuando la riba se describe en la literatura hadiz, es «en el contexto de las ventas» (donde podría aplicarse como riba al-fadl), sin «mención de préstamo», (donde podría aplicarse riba an-nasiya).
Sin embargo, hay varias contradicciones y discrepancias en los hadices sobre riba al-fadl. Tanto M.O. Farooq como M.A. Khan citan un conocido hadiz de Usama bin Zayd (en Sahih al-Bukhari) haciendo una declaración bastante categórica de que:
- «No hay riba excepto en nasi'ah (retraso)».[423][424][425]

Farooq cita otro del Sahih Muslim:
- «No hay ninguna excusa en las transacciones [punto] mano a mano».[426]

Farooq cita a otro erudito (Iqbal Ahmad Khan Suhail) que cree que los dos hadices d«emuelen el castillo auto inventado de riba al-fadl». M.A. Khan también cree que los hadices indican que la riba en un intercambio con «manchas» está «descartada». Según el erudito Farhad Nomani, ahadith citando a Ibn Abbas, un compañero de Muhammad, «informan que no hay ninguna riba excepto en el aplazamiento ... [de] entrega y / o pago», nuevamente cuestionando la existencia de la riba al-Fadl. Averroes también estuvo de acuerdo en que, según Ibn Abba, Mahoma no aceptó la riba al-fadl porque, «no había Riba excepto en el crédito». Pero según Mahmoud A. El-Gamal, Averroes más tarde revirtió su posición.
También hay hadices contradictorios en el comercio de plata por oro: uno que dice: «... El trueque de oro por plata es Riba, excepto si es de mano en mano e igual en cantidad ...», mientras que otros dicen: «el Profeta ... nos permitió vender oro por plata y viceversa como quisiéramos».

### Aplicación
Los juristas islámicos han interpretado tradicionalmente la admonición de la riba por los hadices en el sentido de que si una cantidad de mercancía se comercializa para el mismo tipo de mercancía, los dos artículos intercambiados deben ser de la misma cantidad, ignorando la calidad de la mercancía o la mano de obra añadida. Aunque hay alguna pregunta de por qué alguien podría intercambiar cantidades iguales de productos de la misma calidad, «como por simpatía», que los hadices parecen exigir, por ejemplo, 100 kg de trigo por 100 kg de trigo. Si, por ejemplo, a un joyero se le paga en lingotes de oro por un adorno de oro o una pieza de joyería, y cobra dinero por su trabajo, es culpable de riba al-fadl. Si alguien tiene 100 gramos de oro de 24 quilates y necesita 100 gramos de oro de 18 quilates —y únicamente puede obtenerlo comerciando con su oro—, debe intercambiar sus 100 gramos por una cantidad igual de oro menos puro o cometer riba al-fadl.
Todas las escuelas de jurisprudencia islámica (fiqh) aceptan esta prohibición. En tiempos más recientes, el Instituto Internacional de Economía Islámica en 1999 Blueprint del sistema financiero islámico, incluida la estrategia para la eliminación de la riba, declaró riba al-fadl prohibida por la ley islámica, definiéndola como transacciones de intercambio del mismo tipo general donde hay diferencias cualitativas. El Concise Dictionary of Islamic Terms (1979) también afirma que riba al-fadl es uno de los dos tipos de riba que están «estrictamente prohibidos por las leyes del Islam».
Si bien todas las escuelas de fiqh están de acuerdo con la prohibición, no están de acuerdo con su lógica o si está restringida a los seis productos mencionados en los hadices: oro, plata, trigo, cebada, dátil y sal, como los hadices no lo hacen. decir «si otras mercancías asumirán el mismo estado».
- El imán Abu Hanifah, de la escuela sunni Hanafí del fiqh creía que los seis productos compartían la característica común de poder pesarse o medirse, de modo que otros productos vendidos mediante pesaje o medición estaban sujetos a la misma regla.[437]
- El imán Muhammad ibn Idris ash-Shafi`i, de la escuela Shafi'i de fiqh, opinaba que su característica común es que eran comestibles o que se usaban como moneda de curso legal universal.[437] Por lo tanto, para él, todos los comestibles y ofertas legales universales estaban sujetos a riba al-fadl.
- Para el imán Málik ibn Anas de la escuela Malikí, la característica común de los seis era que eran alimentos o podían almacenarse —es decir, no eran perecederos—,[437] por lo que en esta escuela únicamente se incluyen en esta categoría alimentos o artículos almacenables.[437]

Este desacuerdo, según Taqi Usmani, es la parte del lamento de Umar ibn al-Jattab del califato Rashidun, que Mahoma no explicó la prohibición más claramente.
Crítica
Los críticos de esta interpretación incluyen al activista Khalid Zaheer y los economistas M.A. Khan y Muhammad Omar Farooq. Zaheer cree que «la literatura sobre Finanzas y Economía Islámicas está presentando aplicaciones muy extrañas del concepto de riba al-fadl, que están ... siendo aplicadas en áreas de negocios y finanzas donde nunca se pretendía su aplicación». Él señala que algunos eruditos «abiertamente» admiten que no entienden la lógica de la prohibición de Riba al-Fadl.
M.A. Khan y Farooq encuentran el mandamiento sospechoso sobre la base de que no tiene sentido. Khan pregunta por qué alguien podría intercambiar cantidades iguales del mismo tipo de producto («por gusto») -por ejemplo, 100 kg de trigo por 100 kg de trigo- en una transacción libre de riba solicitada por los hadices citados. ¿O cómo la «ley divina» podría prescribir que un joyero -«que ha dedicado su tiempo y esfuerzo para convertir el oro en joyas» y está tomando oro como pago- no sea compensado?. M.A. Khan también señala que los autores del plan IIIE no tienen objeción a que los comerciantes vendan productos de mayor pureza / calidad por dinero en efectivo y utilicen los ingresos para comprar más productos básicos de pureza / calidad, y se pregunta qué se lograría por tal «ineficaz y rotonda método de manejar una transacción de intercambio simple».
Abdullah Saeed se queja de que la causa o característica legal utilizada por las escuelas de jurisprudencia islámica para determinar qué mercancías estaban sujetas a la usura, es decir, poder medirse, comerse o usarse como moneda de curso legal, ignora las razones por las cuales una venta debería ser prohibida, cuestiones tales como «las circunstancias de la transacción, las partes involucradas o la importancia de la mercancía para la supervivencia de la sociedad».
Mahmoud El-Gama señala que la interpretación ortodoxa, o al menos ortodoxa Hanafí, de la riba —la base de lo que él ataca como «arbitraje shari'a»— distingue entre elementos fungibles y no fungibles. Por lo tanto, supuestamente, el oro fungible no se puede intercambiar una onza por dos, pero se permite intercambiar un artículo no fungible, como diamantes por dos, cualquiera que sea el valor de mercado de los artículos. Por lo tanto, «vender un diamante por valor de $ 10,000 hoy por un precio diferido de $ 20,000 mañana» e inmediatamente vender el diamante por $ 10,000 en efectivo es halal bajo las reglas ortodoxas de riba al-fadl, a pesar de que le daría al financiero una tasa efectiva del 100% de interés. El erudito El-Gama describe esto como evitar «riba en forma» mientras que es «usurario en sustancia».

### Justificación
Según Abdullah Saeed, «el significado pretendido» de los hadices concernientes a la riba al-fadl «no era muy claro ni siquiera para muchos juristas», quienes, no obstante, creían que la prohibición «debía observarse y cumplirse ... sin investigar los motivos para la prohibición». Otros estudiosos han sondeado. Ibn Rushd afirmó que «lo que está dirigido por la prohibición de la usura es la excesiva inequidad que conlleva». Taqi Usmani afirma que Riba al-fadl fue desarrollada por Muhammad después de su prohibición de la riba para evitar «ciertas transacciones de trueque podrían llevar a la gente a disfrutar de Riba», escogiendo productos que eran «un medio de intercambio como el dinero».
Iqbal Suhail cree que intercambiar productos alimenticios de menor calidad por una mejor calidad y menos cantidad estaba prohibido porque la frugalidad y la austeridad de Muhammad se ofendieron por algo así como el gasto de recursos en productos alimenticios de mayor calidad «en aras de la satisfacción del paladar». Otros creen que Riba al-fadl tiene poco sentido como un pecado prohibido, pero lo hace como una especie de consejo al consumidor. Mohammed Fadel, de la Facultad de Derecho de la Universidad de Toronto, lo llama una «regulación prudencial».
Farooq cree que puede haber surgido para advertir a los musulmanes que el trueque generalmente es menos rentable que comprar y vender por separado, y señala varios hadices donde Muhammad le dice a un musulmán que no intercambie dátiles de diferente calidad, pero nunca menciona la usura.  M.A. Khan sostiene que la prohibición contra la Riba al-fadl no proviene de una comprensión clara de los hadices, sino de un intento de encontrar una explicación plausible «para racionalizar la ambigüedad en el texto».